# Beaumont-Village
Vous lisez un « bon article » labellisé en 2016.
Pour les articles homonymes, voir Beaumont.
Beaumont-Village (prononcé /bomɔ̃ vilaʒ/) est une commune française située dans le département d'Indre-et-Loire en région Centre-Val de Loire.
Les médiocres propriétés agricoles de ses sols de gâtine n'ont pas favorisé un défrichement médiéval précoce et ce n'est qu'au XIIIe siècle que l'histoire du territoire prend véritablement corps. Beaumont-Village, au Moyen Âge, se situe très probablement sur un itinéraire secondaire de pèlerinage vers Saint-Jacques-de-Compostelle. Jusqu'à la fin du XVIIe siècle, cette paroisse comprend également le hameau de « Beaumont-Ville » qui deviendra la paroisse de Montrésor en 1700. La baisse de la population, amorcée au début du XXe siècle et véritablement sensible après la Seconde Guerre mondiale, n'est jugulée qu'au début du XXIe siècle.
L'économie de la commune repose encore en partie sur l'agriculture, mais l'érosion de ce secteur est manifeste, et la surface agricole utile régresse. L'exploitation du bois de la forêt de Loches et une entreprise de travaux publics constituent encore le cœur de l'activité économique communale. En raison de l'exiguïté du territoire de la commune voisine de Montrésor, le collège « de Montrésor » est en réalité construit à Beaumont-Village.
Aucun monument historique n'est présent sur le territoire mais l'église moderne (1961) accueille des fresques des XIIIe et XIVe siècles qui se trouvaient dans l'ancien édifice démoli pour cause de vétusté et la chapelle Notre-Dame-du-Chêne, dans les bois, fait toujours l'objet d'un pèlerinage annuel qui perpétue la tradition d'un culte attesté dès le XVIIIe siècle. Le blason de la commune rappelle le souvenir des trois anciens moulins qui jalonnaient le cours de l'Olivet.

## Géographie

### Localisation et communes limitrophes
Beaumont-Village, commune du canton de Loches, est située dans le sud-est de la Touraine à environ 46,3 km au sud-est de Tours, préfecture du département d'Indre-et-Loire, à 17 km l'est de Loches, sous-préfecture et chef-lieu du canton de Loches. Bien que rattachée administrativement à l'Indre-et-Loire, Beaumont-Village fait partie du bassin de vie de Saint-Aignan-sur-Cher, dans le département voisin de Loir-et-Cher, ville dont elle n'est distante que de 15,9 km, toutes ces distances étant exprimées « à vol d'oiseau ».
Beaumont-Village est limitrophe de six communes.

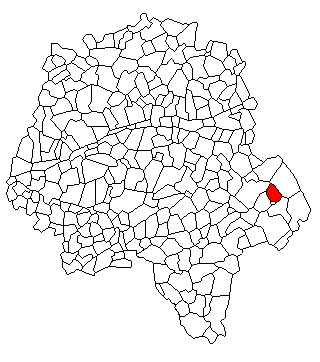
Beaumont-Village en Indre-et-Loire.

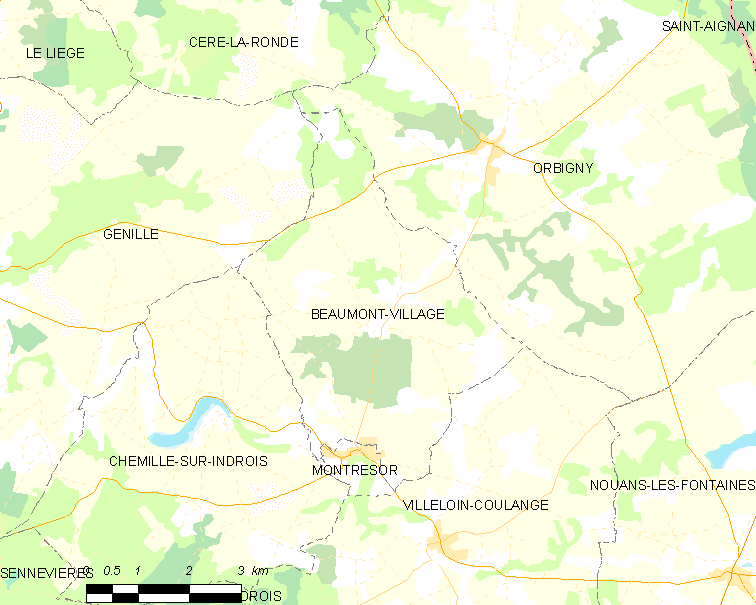
Limites administratives de Beaumont-Village.

| Genillé              |                  | Orbigny              |
|                      | Beaumont-Village | Nouans-les-Fontaines |
| Chemillé-sur-Indrois | Montrésor        | Villeloin-Coulangé   |

### Géologie et relief

Carte géologique simplifiée de Beaumont-Village
Bourg et limites communales
Tuffeau jaune turonien (C3c)
Argile blanche à silex cénozoïque (c4-6S)
Limons des plateaux quaternaires (LP)
Alluvions fluviatiles (Fy-z)

Comme l'ensemble de la Touraine, le territoire communal de Beaumont-Village fait partie du bassin parisien au sens géologique du terme, grande zone sédimentaire s'étendant vers le sud jusqu'aux confins du Massif central, marquée dans le sud de la Touraine par des dépôts sédimentaires résultant d'avancées maritimes successives prenant place au Crétacé supérieur.
La plus ancienne de ces strates sédimentaires est constituée par les sables du Cénomanien déposés 95 Ma before present (BP) ; elle est présente sur l'ensemble du territoire, mais n'affleure pas. Le tuffeau jaune du Turonien supérieur (90 Ma BP) la recouvre ; il est affleurant sur le flanc des vallées des cours d'eau qui l'ont mis à nu par érosion. Sur les plateaux, de part et d'autre de la vallée de l'Olivet, cette formation s'est peu à peu recouverte au Sénonien (v. 75 Ma BP) des argiles à silex de la Gâtine de Loches et de Montrésor dégradées au cours du Ludien (v. 35 Ma BP). Au nord-ouest et au sud-est du territoire, elles sont recouvertes de dépôts limoneux quaternaires,. Sous les limons et les argiles à silex dégradées, l'eau a karstifié les roches calcaires crétacées, aboutissant à la formation de gouffres ou de puits. Des alluvions sableuses et graveleuses tapissent la vallée de l'Olivet, mais sont masqués par des dépôts limoneux ou sableux à la granulométrie plus fine. La répartition des formations géologiques affleurantes à Beaumont-Village se fait schématiquement par une succession de bandes orientées nord-est-sud-ouest et alignées sur la vallée de l'Olivet : à l'extrémité nord-ouest du finage se rencontrent les limons des plateaux (LP), puis les argiles à silex (c4-6S), puis le tuffeau jaune (C3c) mis à nu par l'érosion de l'Olivet et enfin les alluvions au niveau de la rivière (Fy-z) ; la même séquence, dans l'ordre inverse, se répète sur l'autre rive.
Sur les plateaux dominent les sols lourds (bournais battants) aux propriétés agricoles médiocres, alors que sur les pentes de la vallées de l'Olivet ils font place à des sols bruns majoritairement calcaires.
Le territoire de Beaumont-Village se présente sous la forme d'un plateau culminant à 144 m à ses extrémités nord-ouest et sud-est ; ce plateau descend progressivement vers la vallée de l'Olivet, mais la pente observe une cassure nette à l'approche de la rivière, encaissée d'environ 15 m par rapport aux terrains environnants. Le point plus le plus bas, à 86 m, est le confluent de l'Olivet et de l'Indrois, au sud-ouest de la commune. La superficie communale est de 1 925 hectares au 1er janvier 2015, alors que la superficie moyenne d'une commune de France métropolitaine s'établit à 1 510,2 hectares,.

### Hydrologie et hydrographie

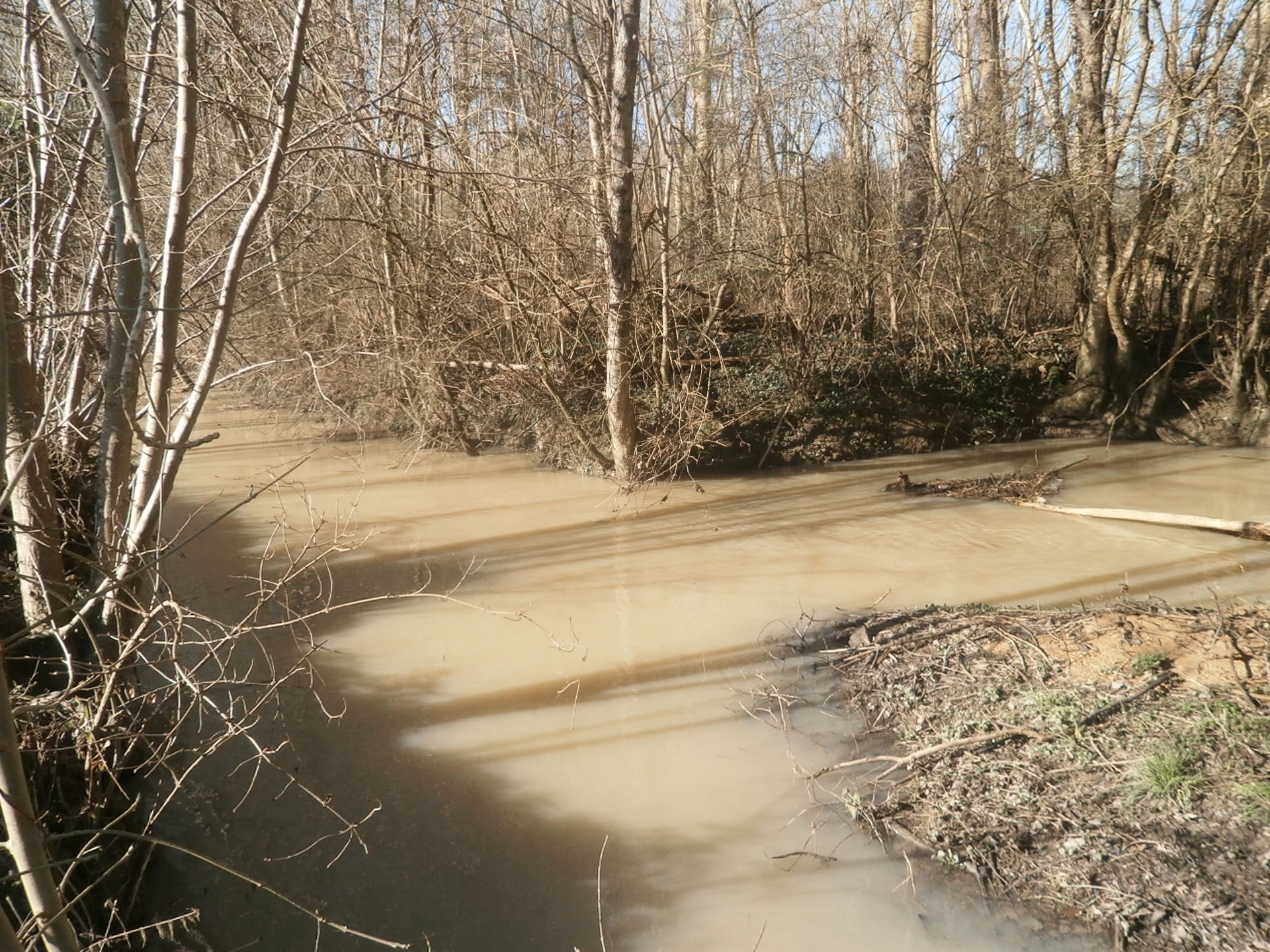
L'Olivet à Beaumont-Village.

Le territoire communal est arrosé par la rivière l'Olivet, affluent de la rive droite de l'Indrois. Ce cours d'eau traverse du nord-est au sud-ouest le territoire communal qu'il sépare en deux parties de superficie sensiblement égale. Il parcourt environ 5,3 km sur la commune pour un dénivelé de 14 m. Si sa direction générale ne varie pas, il forme cependant de nombreux petits méandres avec même, à proximité de son confluent avec l'Indrois, la séparation de son cours en deux bras enserrant une île sur laquelle fut bâtie le moulin de Bréviande.
L'Olivet, rivière assez peu abondante (module de 0,396 m3/s observé à Beaumont-Village), est cependant sujette à des variations saisonnières de débit importantes (de 0,081 m3/s au mois d'août à 0,943 m3/s en février), la période des basses-eaux estivale étant fortement marquée. Pour autant, le débit instantané maximal enregistré à Beaumont-Village a été de 46,5 m3/s le 17 mai 1988, tandis que la valeur journalière maximale était de 26,4 m3/s le 12 mai 1985, phénomène pouvant se répéter tous les 15 à 20 ans. À l'inverse, l'importante baisse du débit de la rivière, notamment en période estivale, peut conduire, comme en 2011, à la prise d'un arrêté préfectoral règlementant les usages de ses eaux et interdisant notamment tout prélèvement direct dans son lit.
L'Olivet est le seul cours d'eau permanent sur le territoire de Beaumont-Village. Il reçoit, sur ses deux rives, le tribut de quelques ruisseaux temporaires drainant les eaux de ruissellement du plateau.
Trois zones humides ont été répertoriées sur la commune par la direction départementale des territoires (DDT) et le conseil départemental d'Indre-et-Loire : « la vallée du Ruisseau de l'Olivet d'Orbigny à la confluence », « les étangs de la Boufferie » et « la vallée de l'Indrois de Montrésor à la Bergerie »,.

### Paysages naturels

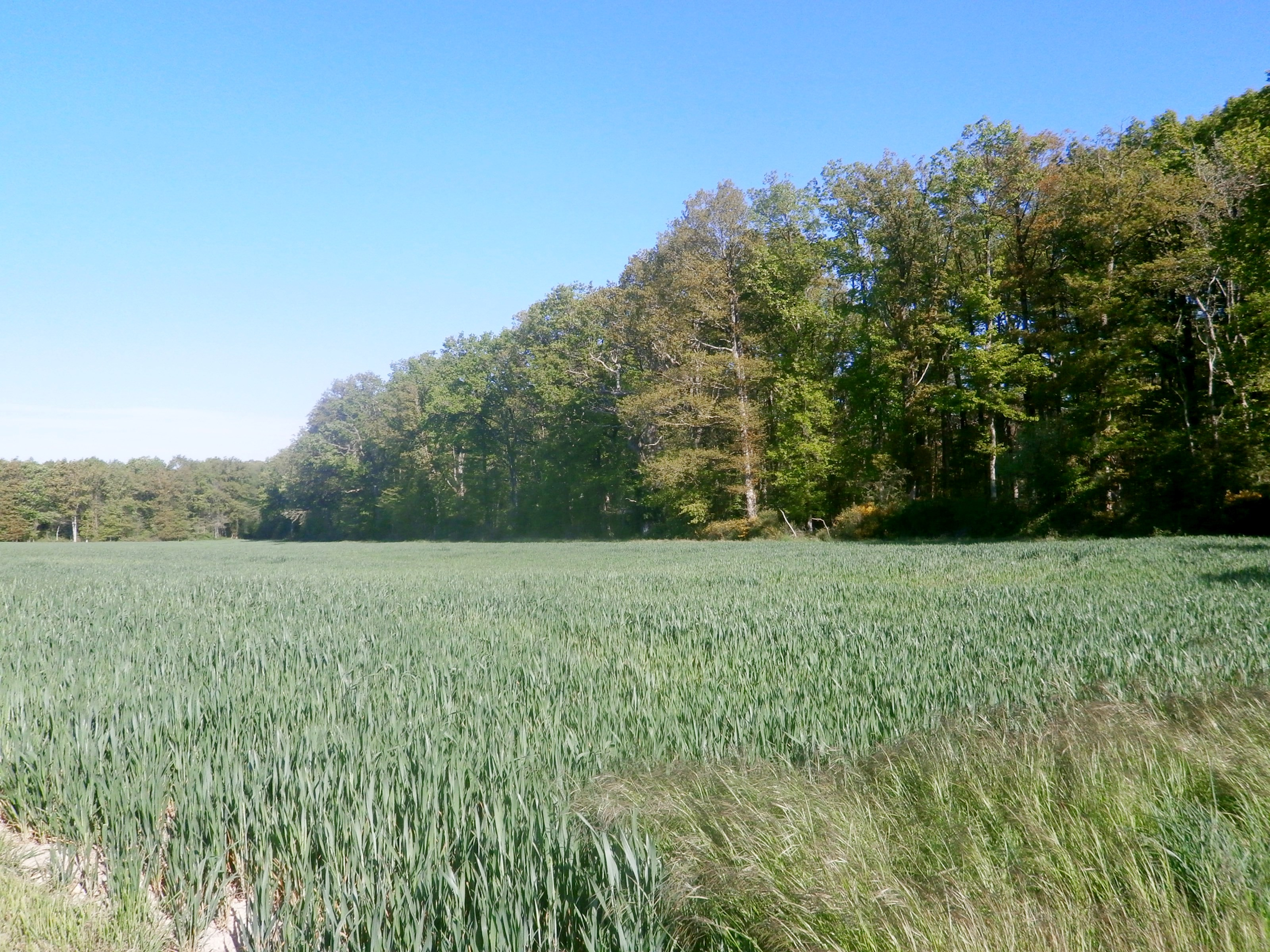
Le bois de Beaumont.

L'importance du boisement et la faible valeur agricole des sols région ont fait que les défrichements et la mise en culture des terres ont été tardifs. Les haies et les bosquets disparaissent peu à peu et cèdent la place à de grands champs. Subsiste encore, au sud du bourg de Beaumont-Village, de part et d'autre de l'Olivet, une zone boisée d'une superficie d'environ 200 ha. Le bois de Beaumont, appartenant à la châtellenie de Montrésor aussi loin que les documents permettent de remonter, fait déjà l'objet d'un arpentage à la fin du XIVe siècle sous le nom de foresta Bellimontis et il est représenté sur la carte de Cassini. Une autre zone boisée, moins importante, occupe l'extrême nord du territoire communal. Les pentes des vallons de l'Olivet et de ses affluents temporaires sont eux aussi couverts d'une végétation arborée.
Les plateaux, quant à eux, ont peu à peu acquis l'aspect de champs ouverts consacrés à l'agriculture.

### Climat
Pour des articles plus généraux, voir Climat du Centre-Val de Loire et Climat d'Indre-et-Loire.
En 2010, le climat de la commune est de type climat océanique dégradé des plaines du Centre et du Nord, selon une étude du CNRS s'appuyant sur une série de données couvrant la période 1971-2000. En 2020, Météo-France publie une typologie des climats de la France métropolitaine dans laquelle la commune est exposée à un climat océanique altéré et est dans une zone de transition entre les régions climatiques « Moyenne vallée de la Loire » et « Centre et contreforts nord du Massif Central ».
Pour la période 1971-2000, la température annuelle moyenne est de 11,3 °C, avec une amplitude thermique annuelle de 15 °C. Le cumul annuel moyen de précipitations est de 734 mm, avec 11,5 jours de précipitations en janvier et 6,9 jours en juillet. Pour la période 1991-2020, la température moyenne annuelle observée sur la station météorologique de Météo-France la plus proche, sur la commune de Perrusson à 17 km à vol d'oiseau, est de 12,3 °C et le cumul annuel moyen de précipitations est de 730,3 mm,. Pour l'avenir, les paramètres climatiques de la commune estimés pour 2050 selon différents scénarios d'émission de gaz à effet de serre sont consultables sur un site dédié publié par Météo-France en novembre 2022.

### Voies de communication et transports

#### Infrastructures routières
La commune de Beaumont-Village n'est traversée par aucune route à grande circulation. Le principal axe de communication, nord-sud, est la D 11 reliant Montrésor à Orbigny ; elle passe par le centre-bourg de Beaumont-Village et permet de rejoindre, par le nord, Montrichard et Saint-Aignan-sur-Cher et, par le sud, Écueillé, Châtillon-sur-Indre et Loches. Un réseau de chemins vicinaux, rayonnant à partir du chef-lieu communal de Beaumont-Village, complète le maillage routier en desservant les écarts.

#### Transport en commun
Beaumont-Village n'a jamais été desservie par un réseau ferré. Concernant les transports collectifs routiers, les usagers doivent, en 2016, se rendre à Genillé pour y emprunter la ligne TC du réseau routier Fil Vert, géré par le conseil départemental d'Indre-et-Loire, qui relie Genillé à Descartes via Loches.

## Urbanisme

### Typologie
Au 1er janvier 2024, Beaumont-Village est catégorisée commune rurale à habitat très dispersé, selon la nouvelle grille communale de densité à sept niveaux définie par l'Insee en 2022.
Elle est située hors unité urbaine. Par ailleurs la commune fait partie de l'aire d'attraction de Loches, dont elle est une commune de la couronne,. Cette aire, qui regroupe 23 communes, est catégorisée dans les aires de moins de 50 000 habitants,.

### Occupation des sols
L'occupation des sols de la commune, telle qu'elle ressort de la base de données européenne d’occupation biophysique des sols Corine Land Cover (CLC), est marquée par l'importance des territoires agricoles (76,9 % en 2018), en diminution par rapport à 1990 (77,8 %). La répartition détaillée en 2018 est la suivante : 
terres arables (66,3 %), forêts (22,5 %), prairies (8,9 %), zones agricoles hétérogènes (1,8 %), zones urbanisées (0,6 %). L'évolution de l’occupation des sols de la commune et de ses infrastructures peut être observée sur les différentes représentations cartographiques du territoire : la carte de Cassini (XVIIIe siècle), la carte d'état-major (1820-1866) et les cartes ou photos aériennes de l'IGN pour la période actuelle (1950 à aujourd'hui).

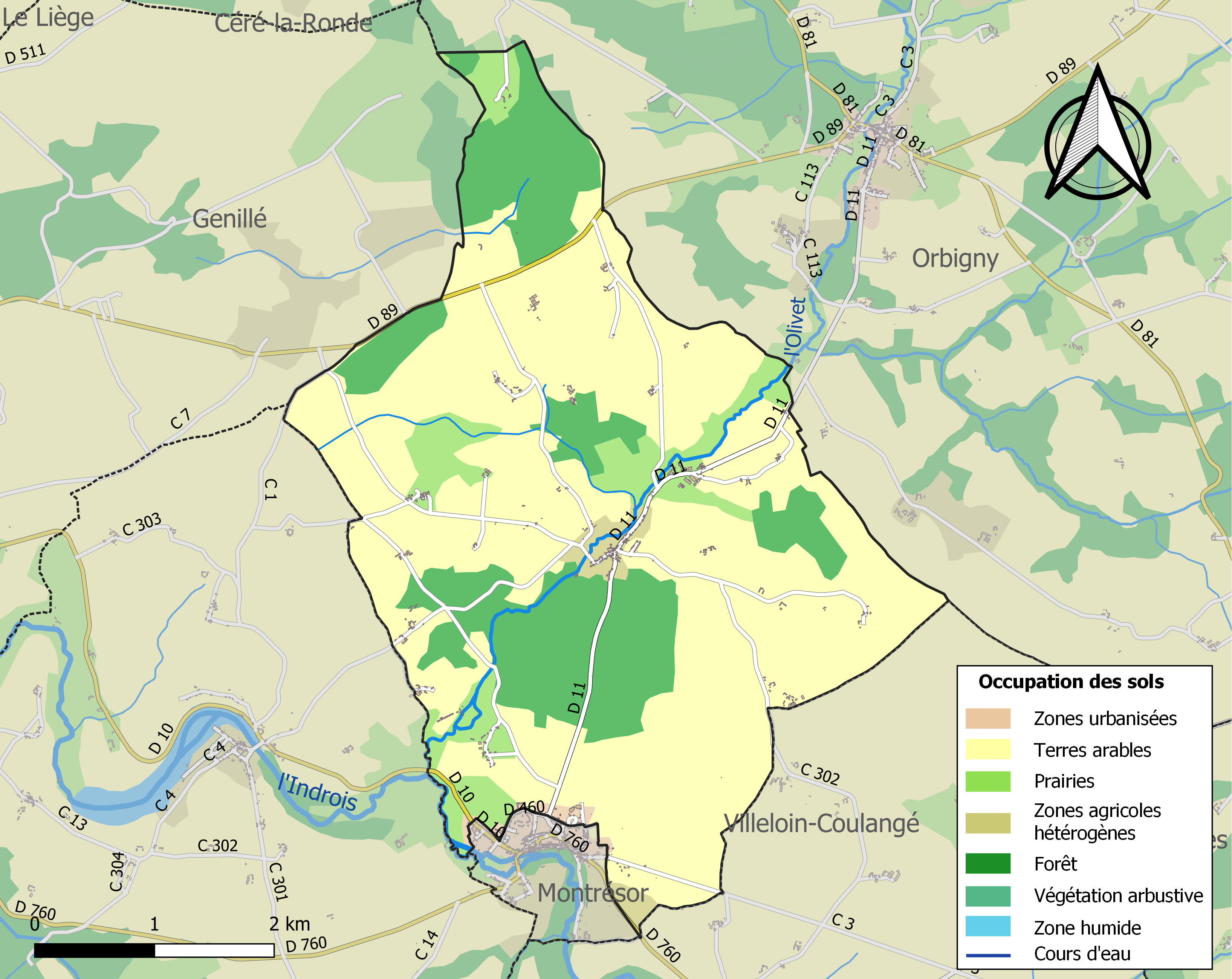
Carte des infrastructures et de l'occupation des sols de la commune en 2018 (CLC).

### Morphologie urbaine
L'agglomération de Beaumont-Village est construite sous forme d'un village-rue le long de la D 11, sur les pentes de la rive gauche de l'Olivet. Contrairement à une situation assez fréquemment rencontrée, l'agglomération de Beaumont-Village ne s'est pas construite autour de l'église mais un peu à l'écart, plus près de la vallée de l'Olivet alors que l'église, en léger surplomb, domine les constructions du centre-bourg, mais les documents, écrits ou archéologiques, permettant de retracer l'historique du bâti sont très rares.
Une vingtaine de hameaux et d'écarts existent sur le territoire de Beaumont-Village ; si certains d'entre eux comptaient jusqu'à trente, voire cinquante habitants dans la seconde moitié du XIXe siècle, aucun, à la fin du XXe siècle n'abrite plus d'une douzaine de personnes. Les fermes, disséminées dans la campagne, sont bâties sur le modèle d'un ensemble à plan carré avec cour centrale, où étables et habitation, d'une part, grange et entrée monumentale encadrée d'ateliers ou de petites dépendances, d'autre part, se font face deux à deux.
À l'extrême sud du territoire communal, le collège dit « de Montrésor », bien que bâti sur Beaumont-Village, n'est accompagné d'aucune construction à vocation résidentielle.

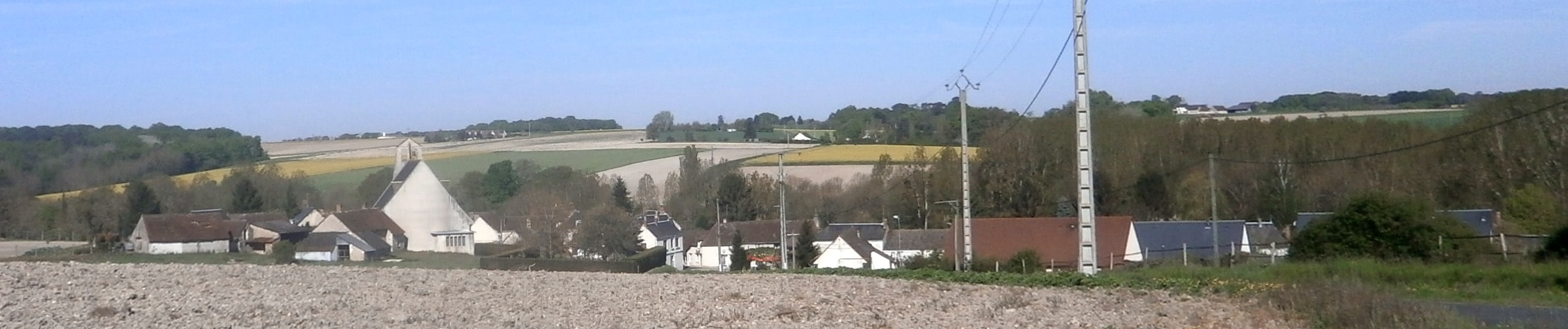
Vue générale du village, de l'est vers l'ouest.

### Logement
Le tableau ci-dessous fournit une comparaison de quelques indicateurs chiffrés du logement pour Beaumont-Village et l'ensemble de l'Indre-et-Loire en 2012, :
|                                                        | Beaumont-Village | Indre-et-Loire |
| ------------------------------------------------------ | ---------------- | -------------- |
| Part des résidences principales (en %)                 | 78,3             | 88,2           |
| Part des logements vacants (en %)                      | 4,6              | 7,4            |
| Part des ménages propriétaires de leur logement (en %) | 78,9             | 58,9           |

Si le taux de résidences principales est légèrement inférieur à la moyenne départementale, il y a peu de logements vacants et le logement locatif est moins développé que dans l'ensemble du département. Les maisons sont assez grandes (45 % d'entre elles ont cinq pièces ou plus). Plus de six ménages sur dix occupent la même habitation depuis plus de dix ans,.
Les résidences principales récentes (postérieures à 1990) sont assez peu nombreuses : elles ne représentent que 12,8 % du parc total alors que celles construites jusqu'en 1945 en constituent la grande majorité (plus de 65 %). Un petit lotissement d'une douzaine de pavillons, au nord-est de l'église vers le sommet du coteau, fait partie des réalisations les plus récentes.

### Projets d'aménagement
La restructuration et l'agrandissement d'une partie des bâtiments du collège inauguré en 1982 sont en projet depuis plusieurs années. En 2015, le permis de construire était en attente d'avis de la part de l'architecte du service territorial de l'architecture et du patrimoine ; la proximité de Montrésor et de ses monuments historiques impose le recours à cette procédure.

### Risques naturels
Des précipitations soudaines et importantes peuvent grossir rapidement le cours de l'Olivet et occasionner des coulées de boue sur les pentes de sa vallée. Ce fut le cas en décembre 1999 à l'occasion des tempêtes de la fin du mois, qui occasionnèrent la prise d'un arrêté de catastrophe naturelle sur une grande part du territoire français, dont l'Indre-et-Loire et, donc, la commune de Beaumont-Village. En outre, les dégâts occasionnés au réseau d'alimentation en électricité par ce tempêtes nécessitèrent la mise en place temporaire d'un groupe électrogène portatif sur la commune pour assurer la continuité du service.
Le plateau de Beaumont-Village repose sur un soubassement plus ou moins argileux. Après des périodes de sécheresse prolongée, ce terrain est soumis à des phases successives de retrait et de gonflement des argiles pouvant fragiliser les fondations des bâtiments. La carte de risque, établie par le bureau de recherches géologiques et minières (BRGM), est calquée sur le zonage géologique du territoire. Elle montre que tout le plateau, de part et d'autre de l'Olivet, est soumis à un aléa moyen face à ce risque alors que la vallée de la rivière n'est pas affectée par ce risque (aléa « faible » ou « a priori nul »). Ce risque fut effectif de 1991 à 1996 puis à nouveau au printemps 2006, justifiant la prise d'arrêtés spécifiques « Reconnaissance de l'état de catastrophe naturelle ».
Le sud-est de l'Indre-et-Loire n'est pas une région à fort risque sismique ; à Beaumont-Village, il n'est que de niveau 2 sur une échelle de 1 à 5. Malgré tout, un séisme de magnitude 3,7 sur l'échelle ouverte de Richter s'est produit le 3 octobre 1999 dans la région ; son épicentre semblait être localisé sur la commune de Loché-sur-Indrois. À Beaumont-Village, il a provoqué la « désolidarisation de murs extérieurs ».

## Toponymie et hydronymie

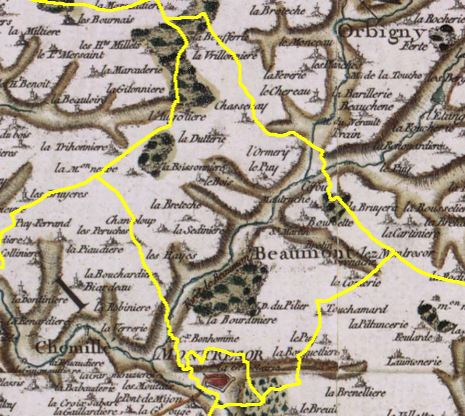
Beaumont-Village sur la carte de Cassini.

| Formes successives du nom attestées pour la paroisse, : - Parochia de Bellomonte : 1218, 1239, 1247, cartulaire de l'abbaye de Villeloin ; - presbyter de Bello Monte : XIIIe siècle, cartulaire de l'archevêché de Tours ; - la forest de Beamont : 1283, cartulaire de l'abbaye de Villeloin ; - seigneur de Beaulmont : 1483, Archives nationales-JJ 207 ; - Beaumont-Village : XVIIe siècle ; - Beaumont-lez-Montrésor : XVIIIe siècle, carte de Cassini. |

Cité à plusieurs reprises dans des cartulaires de l'abbaye de Villeloin sous le nom de Parochia de Bellomonte à partir de 1218, Beaumont est certainement une « belle hauteur » (Bellus Mons), en référence probable à une colline de 145 m d'altitude sur le territoire. Le complément « -Village » permettait de différencier Beaumont de Montrésor (« Beaumont-Ville ») avant 1700 et l'érection de cette collecte en paroisse individualisée, mais l'adjonction de ce déterminant ne semble pas être précisément datée.
Plusieurs micro-toponymes conservent le souvenir du boisement primitif du territoire communal ; c'est le cas de Chassenay (du gaulois *cassanos, « chêne » et de la terminaison -etum), de l'Ormerie, lieu planté d'ormes, de Chanteloup, le Chêne au Loup et Cache-Loup, allusion à la présence, réelle ou légendaire, de ces animaux à proximité des bois, ou enfin de Touchamard ou la Touche-Hamart, composé du mot « touche » (bouquet d'arbres) et d'un anthroponyme. D'autres noms sont révélateurs de la nature des sols, comme les Argiles ou les Perruches. Le relief est parfois évoqué, avec le Peu (du latin podium, « lieu élevé ») installé sur une butte. La Bretèche pourrait indiquer la présence d'une fortification médiévale, mais cette hypothèse n'est pas attestée en l'absence de vestiges ou de recherches sur le terrain. Le micro-toponyme Bréviande, qui a donné son nom au moulin sur l'Olivet, semble indiquer une mauvaise qualité de la terre, son nom pouvant être une contraction de « brève viande », viande étant entendu au sens général de nourriture. Cette explication reprise à Albert Dauzat et Charles Rostaing, est mise en doute par François de Beaurepaire qui cite une forme Brivianda incompatible avec cette hypothèse. Il s'agit pour lui d'un type toponymique gaulois en -anda. En réalité, aucune de ces deux hypothèses n'est validée par des formes anciennes et l'origine du toponyme reste inconnue.
L'Olivet a parfois été nommé « Petit Indrois » (Andricula) dans des textes anciens : on le trouve déjà dans un cartulaire de l'abbaye de Cormery en 850. Le nom d'Andricula est un diminutif d'Andriscus, nom sous lequel l'Indrois apparaît dans le même document.

## Histoire

### De la Préhistoire auXIIesiècle

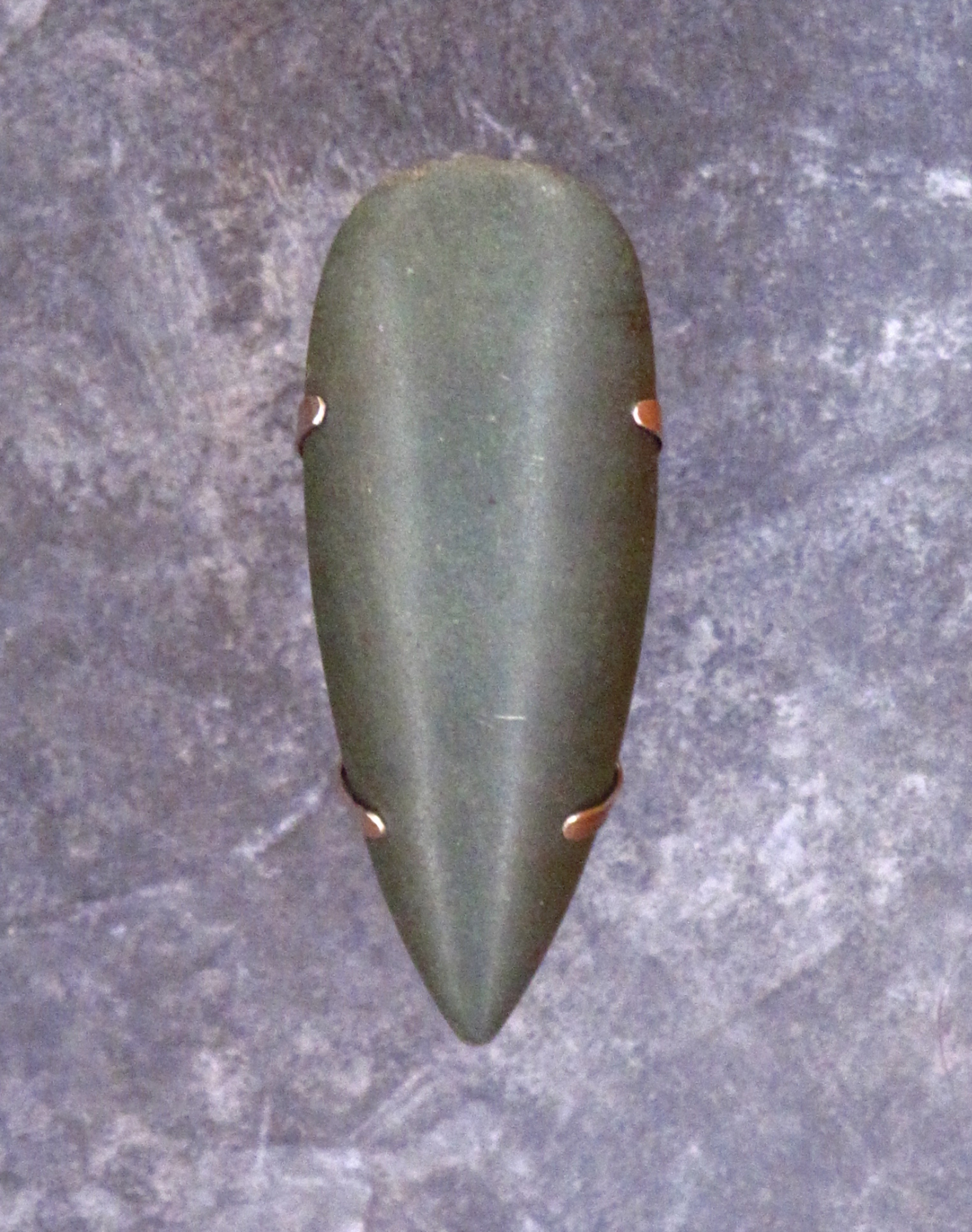
Hache néolithique comparable à l'une de celles retrouvée à Beaumont-Village.

Les témoignages d'une présence humaine à Beaumont-Village pendant la période préhistorique sont rares. Ce sont une hache en dolérite qui n'a pu être fabriquée localement, faute de matériau, une autre en glaucophanite, elle aussi probablement apportée par ses utilisateurs ; ces deux pièces peuvent provenir de gisements du massif armoricain. L'important boisement de la région et la qualité médiocre des sols font que les habitants sont alors sans doute établis préférentiellement dans la vallée de l'Indrois.
Quelques indices suggèrent la présence d'un voie antique orientée nord-sud et traversant le territoire de Beaumont-Village, reliant la voie de Poitiers à Tours à celle qui, venant de Bourges, suivait la vallée du Cher pour rejoindre Tours.
Jusqu'au milieu du Moyen Âge, lorsque les documents rédigés par les moines des abbayes permettent de reconstituer l'évolution des territoires, très peu de renseignements sont disponibles, en l'absence de vestiges archéologiques, pour reconstituer l'histoire de Beaumont comme, plus généralement, celle de la Touraine : un gigantesque hiatus est observé dans l'histoire jusqu'au début du second millénaire de notre ère, avec de rares mentions au XIIe siècle.

### Du milieu à la fin du Moyen Âge
Ce n'est qu'en 1218 que la paroisse de Beaumont est citée dans un cartulaire de l'abbaye Saint-Sauveur de Villeloin, à laquelle elle est rattachée ; cela signifie toutefois que Beaumont avait déjà, à cette date, une population suffisamment importante pour être élevée au rang de paroisse même si la date d'accession à ce statut est inconnue. En outre, dès 1230, le seigneur de Montrésor Bouchard de Palluau est cité comme ayant des possessions sur le territoire de Beaumont. Ce partage des possessions entre seigneur et abbaye est source de conflits. C'est pourquoi, dès 1267, Geoffroy de Palluau, châtelain de Montrésor, et les religieux de l'abbaye de Villeloin choisissent d'un commun accord les instances chargées de régler leurs éventuels différends. Ce « comité d'arbitrage », en 1283, se prononce d'ailleurs en défaveur de Geoffroy de Palluau, contraint de retirer « les forches et le trépié et la joustice » qu'il avait installés sur une terre de Beaumont appartenant à Villeloin.

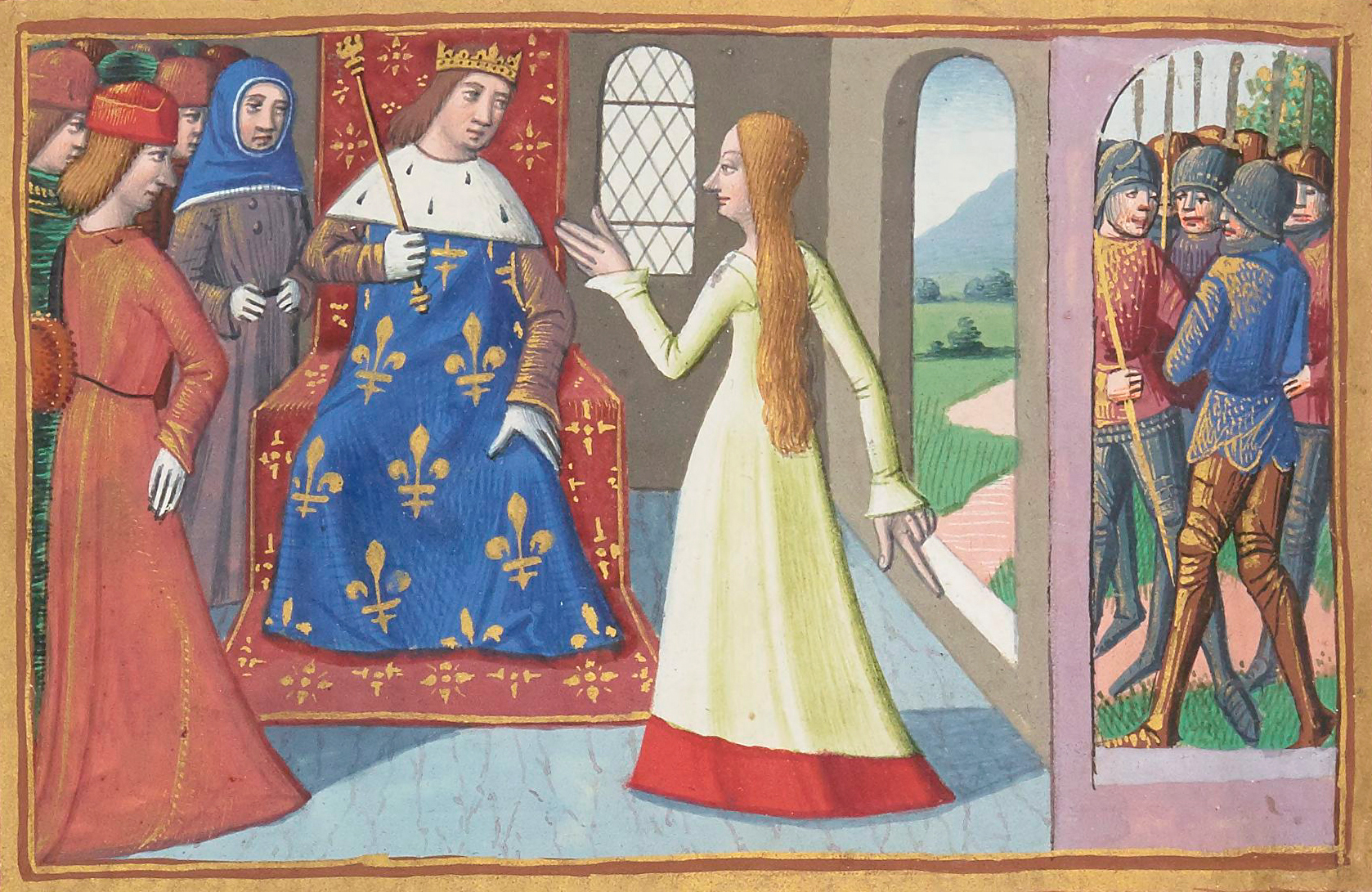
Jeanne d'Arc convainc le roi Charles VII et son Conseil de poursuivre le siège de Troyes. Enluminure du manuscrit Les Vigiles de Charles VII de Martial d'Auvergne, Paris, BnF, département des Manuscrits, fin du XVe siècle.

Une tradition rapporte qu'après sa victoire sur les Anglais en 1429 à Orléans, Jeanne d’Arc serait passée à Beaumont pour se rendre à Chinon et persuader le futur Charles VII d'accepter le trône de France. Cette tradition n'est cependant pas vérifiable ; l'itinéraire précis de Jeanne d'Arc entre Gien et Sainte-Catherine-de-Fierbois où elle arrive le 5 mars 1429, étapes attestées sur le chemin de Chinon, n'est pas connu. Ce passage est toutefois célébré à Beaumont-Village en 1979, à l'occasion du 550e anniversaire du voyage de Jeanne d'Arc.
La construction du château de Montrésor au Moyen Âge et sa reconstruction à la Renaissance offrent une protection aux maisons qui s'édifient à ses pieds. Elles forment, au fil des siècles, un village plus important que le bourg de Beaumont lui-même : c'est une véritable ville qui est appelée Beaumont-Ville, le bourg de la paroisse devenant dans l'usage Beaumont-Village.
Pendant la période médiévale, sans qu'une date plus précise puisse être avancée, Beaumont-Village se trouve sur un itinéraire emprunté par les pèlerins en route vers Saint-Jacques-de-Compostelle ; ce chemin reprend vraisemblablement, en tout ou partie, le tracé de la voie antique.

### Époque moderne
Le 19 avril 1700 marque un tournant dans l'histoire de Beaumont-Village : cette date est celle de la scission de l'ancienne paroisse en deux entités, la paroisse de Beaumont et la paroisse de Montrésor. L'acte fondateur précise les limites territoriales des deux paroisses, élève la collégiale de Montrésor au rang d'église paroissiale, nomme le premier curé de Montrésor et indique le montant du dédommagement financier (60 livres tous les six mois) qu'il doit verser à son homologue de Beaumont. Ce dernier bénéficie également du transfert des anciens droits curiaux (12 livres tous les six mois) jusqu'alors payés par « ceux du château [de Montrésor] » à la chapelle Saint-Roch de Montrésor désormais désaffectée. Cette scission, outre qu'elle prive la paroisse de Beaumont-Village d'une partie de ses revenus (la collecte de Montrésor), soustrait également à son territoire deux symboles forts, le château et la collégiale de Montrésor. Les causes de cette scission sont multiples et parmi elles la taille conséquente de Montrésor au sein de Beaumont, des litiges récurrents sur la partage des impôts entre les deux communautés et la volonté des seigneurs de Montrésor qui appuient le projet après l'avoir initié.

### Révolution française et Empire
L'histoire de Beaumont-Village sous la Révolution française semble peu documentée, exception faite de la vente des biens de l'église au titre des biens nationaux. La question des deux entités de Beaumont-Village et Montrésor ne semble pas être définitivement réglée par la création des communes en 1789 puisque dix ans plus tard semble voir le jour, à l'initiative de Montrésor, un projet de réunion de ces deux communes, sans suite. La création des communes soulève également, sur le plan national, le problème de la délimitation géographique précise de ces territoires. Plusieurs projets voient le jour en la matière dont l'un, par un arrêté du 12 brumaire an XI (3 novembre 1802), prévoit que 13 communes d'Indre-et-Loire, dont Beaumont-Village, feront l'objet de mesures d'arpentage et de lever topographique. Le projet, non satisfaisant, n'est pas mené à son terme.
À partir de la Révolution, la paroisse de Beaumont ne dispose plus de desservant attitré. Ce sont les curés d'Orbigny ou de Montrésor qui y officient, en alternance.
En 1831, le territoire de Montrésor s'agrandit d'une superficie de 24 ha aux dépens de celui de Beaumont-Village. Un an plus tard, le 25 juillet 1832, lorsque le cadastre napoléonien est terminé pour Beaumont-Village, la superficie de la commune s'élève à 1 273 ha.

### Époque contemporaine
La Première puis la Seconde Guerre mondiale font respectivement 15 et 4 victimes dans les rangs des combattants beaumontois. À la fin de l'été 1944, le très controversé maquis Lecoz, du nom d’emprunt de son chef — Lecoz, de son vrai nom Georges Duboscq, aventurier multirécidiviste autoproclamé capitaine, est arrêté en 1944 à Perrusson, condamné à mort et exécuté à Angers en 1946 — réalise de réelles opérations de résistance mais aussi beaucoup d’exécutions sommaires et de pillages ; c'est ainsi que plusieurs fermes de Beaumont-Village « sont mises à contribution » par ce maquis, alors cantonné au château du Mousseau à Orbigny.
En 1970, Beaumont-Village cède à la commune de Montrésor un territoire de 6 ha sur lequel Montrésor construit un lotissement. Cette cession et celle de 1831, portant sur des terrains nus, sont sans effet sur la démographie de la commune.

## Politique et administration

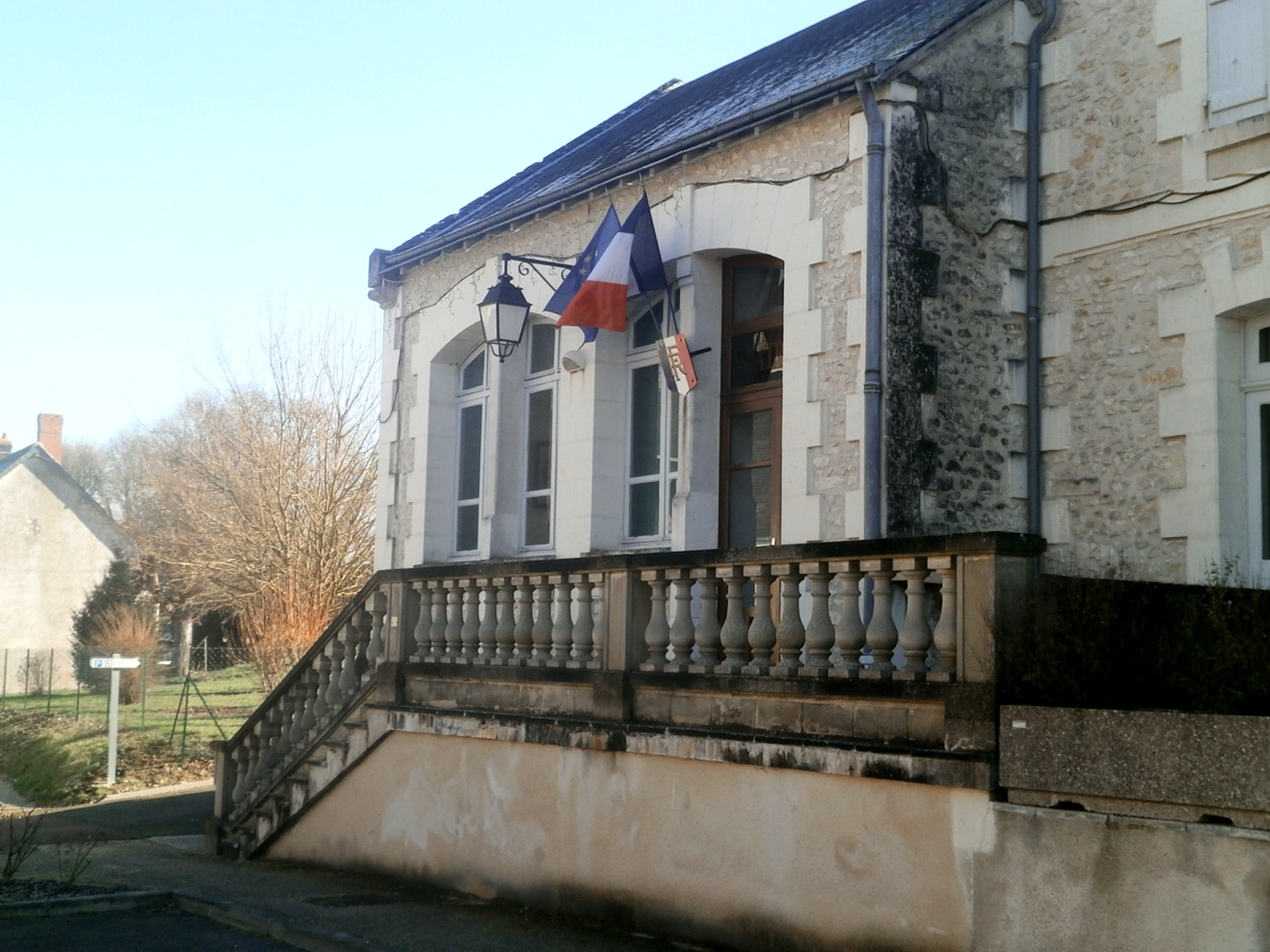
La mairie de Beaumont-Village.

### Situation administrative
À la suite du redécoupage cantonal de 2014, la commune de Beaumont-Village dépend du canton de Loches qui compte 29 communes.
Beaumont-Village est rattachée à l'arrondissement de Loches et à la 3e circonscription de l'Indre-et-Loire.

### Tendances politiques et résultats

#### Élection présidentielle de 2017
En 2017, au deuxième tour des élections présidentielles, Emmanuel Macron (En marche !), élu, a obtenu 59,46 % des voix et Marine Le Pen (FN), 40,54 %. Le taux de participation s'est élevé à 81,55 %.

#### Élection municipale la plus récente
Le nombre d'habitants au recensement de 2011 étant compris entre 100 et 500, le nombre de membres du conseil municipal pour l'élection de 2014 est de 11.
Lors des élections municipales de 2014, les 11 conseillers municipaux ont été élus dès le premier tour ; le taux de participation était de 77,12 %.

### Intercommunalité
Beaumont-Village est rattachée à la communauté de communes de Montrésor (CCM) ;  cet établissement public de coopération intercommunale exerce ses compétences sur les dix communes constituant l'ancien canton de Montrésor. Il intervient dans de nombreux domaines : adduction d'eau potable et traitement des eaux usées en régie directe, gestion de la collecte des déchets en remplacement de l'ancien syndicat mixte de collecte et de traitement des ordures ménagères (SMITCOM) du Val d'Indrois, entretien de la voirie, développement économique, etc. Depuis le 1er janvier 2017, elle est intégrée à la nouvelle Communauté de communes Loches Sud Touraine.
Le syndicat intercommunal d'énergie d'Indre-et-Loire (SIEIL) contrôle et coordonne l'ensemble des concessionnaires opérant sur l'Indre-et-Loire dans le domaine de la distribution de gaz et d'électricité ; il intervient également sur le renforcement des réseaux de distribution d'électricité. L'adhésion au service « Électricité » du SIEIL à titre individuel est rendue obligatoire par arrêté préfectoral en date du 23 avril 2008 pour toutes les communes, Tours exceptée. L'adhésion au service « Gaz », facultative, n'a pas été choisie par Beaumont-Village.
Un syndicat intercommunal à vocation unique (SIVU), le syndicat intercommunal de transport scolaire du Lochois, auquel adhère la commune de Beaumont-Village au même titre que 48 autres communes du Lochois, prend en charge le transport des collégiens et lycéens entre leurs communes respectives et les établissements d'enseignement secondaire, publics comme privés, ouverts dans le périmètre de compétences de ce SIVU. Il opère en convention avec un transporteur professionnel.
Le syndicat mixte Touraine propre, regroupe neuf communautés de communes ou syndicats mixtes intercommunaux d'Indre-et-Loire. Il a pour rôle de favoriser et fédérer les actions en matière de réduction et de valorisation des déchets ménagers. La communauté de communes de Montrésor y participe pour le compte des dix communes qu'elle regroupe.

### Politique environnementale
Ce domaine de compétence est du ressort de la communauté de communes Loches Sud Touraine pour l'ensemble de son territoire.

#### Eau potable et assainissement
Quatre forages exploitent des nappes du Cénomanien ou du Turonien ; ils assurent l'alimentation en eau potable de Beaumont-Village et des neuf autres communes de la communauté de communes de Montrésor dans le cadre d'un dispositif entièrement mutualisé mais aucun de ces forages ne se trouve sur le territoire communal de Beaumont-Village. En 2014, 5 700 foyers sont raccordés à ce réseau sur l'ensemble de la communauté de communes.
L'assainissement des eaux usées de Beaumont-Village repose, de manière collective par une station d'épuration par filtres à sable, d'une capacité de 130 EH (équivalent-habitant), avec rejet des eaux épurées dans l'Olivet en aval du chef-lieu communal.

#### Déchets ménagers
Deux déchèteries, sur le territoire des communes de Genillé et de Nouans-les-Fontaines, sont accessibles aux habitants de Beaumont-Village. Les déchets ménagers recyclables ou non, sont collectés en porte-à-porte de manière hebdomadaire et des conteneurs pour la collecte du verre, du papier ou des vêtements sont répartis sur le territoire communal.

### Finances locales
Le tableau ci-dessous présente l'évolution de la capacité d'autofinancement, un des indicateurs des finances locales de Beaumont-Village, sur une période de dix ans :
|                      | 2005 | 2006 | 2007 | 2008 | 2009 | 2010 | 2011 | 2012 | 2013 | 2014 |
| -------------------- | ---- | ---- | ---- | ---- | ---- | ---- | ---- | ---- | ---- | ---- |
| Beaumont-Village     | 274  | 268  | 193  | -226 | 138  | 131  | 305  | 176  | 201  | 179  |
| Moyenne de la strate | 180  | 209  | 224  | 215  | 169  | 174  | 194  | 189  | 187  | 188  |

| ■ CAF de Beaumont-Village ■ CAF moyenne de la strate |

Au cours des dix dernières années, la capacité d'autofinancement de la commune, évolue toujours, à deux exceptions près, autour de la moyenne de la strate ; elle est fortement négative en 2008. Cette année se révèle d'ailleurs globalement plus difficile sur le plan de la gestion financière communale, puisque si le fonds de roulement est positif, le résultat comptable est lui aussi négatif,.

## Population et société

### Démographie

#### Évolution démographique
Les plus anciens registres paroissiaux de Beaumont-Village remontent à 1585. En 1687, 237 feux sont dénombrés. Ils ne sont plus que 80 en 1789, après la séparation des paroisses de Beaumont-Village et de Montrésor ; ce recensement est le dernier avant la mise en place des recensements individuels sous la Révolution française.
L'évolution du nombre d'habitants est connue à travers les recensements de la population effectués dans la commune depuis 1793. Pour les communes de moins de 10 000 habitants, une enquête de recensement portant sur toute la population est réalisée tous les cinq ans, les populations de référence des années intermédiaires étant quant à elles estimées par interpolation ou extrapolation. Pour la commune, le premier recensement exhaustif entrant dans le cadre du nouveau dispositif a été réalisé en 2008.

En 2022, la commune comptait 240 habitants, en évolution de −11,11 % par rapport à 2016 (Indre-et-Loire : +1,67 %, France hors Mayotte : +2,11 %).
| 1793 | 1800 | 1806 | 1821 | 1831 | 1836 | 1841 | 1846 | 1851 |
| ---- | ---- | ---- | ---- | ---- | ---- | ---- | ---- | ---- |
| 404  | 413  | 391  | 427  | 386  | 391  | 380  | 388  | 418  |

| 1856 | 1861 | 1866 | 1872 | 1876 | 1881 | 1886 | 1891 | 1896 |
| ---- | ---- | ---- | ---- | ---- | ---- | ---- | ---- | ---- |
| 418  | 417  | 431  | 434  | 417  | 419  | 453  | 516  | 482  |

| 1901 | 1906 | 1911 | 1921 | 1926 | 1931 | 1936 | 1946 | 1954 |
| ---- | ---- | ---- | ---- | ---- | ---- | ---- | ---- | ---- |
| 473  | 475  | 519  | 485  | 480  | 462  | 491  | 478  | 459  |

| 1962 | 1968 | 1975 | 1982 | 1990 | 1999 | 2006 | 2008 | 2013 |
| ---- | ---- | ---- | ---- | ---- | ---- | ---- | ---- | ---- |
| 408  | 386  | 304  | 261  | 242  | 242  | 250  | 252  | 280  |

| 2018 | 2022 | - | - | - | - | - | - | - |
| ---- | ---- | - | - | - | - | - | - | - |
| 247  | 240  | - | - | - | - | - | - | - |

|                                           | 1968 - 1975 | 1975 - 1982 | 1982 - 1990 | 1990 - 1999 | 1999 - 2006 | 2006 - 2012 |
| ----------------------------------------- | ----------- | ----------- | ----------- | ----------- | ----------- | ----------- |
| Taux de variation annuel de la population | - 3,1 %     | - 2,1 %     | - 0,9 %     | 0,0 %       | + 0,5 %     | + 1,7 %     |
| Solde naturel                             | - 0,6 %     | - 1,2 %     | - 0,4 %     | - 0,9 %     | - 0,4 %     | + 0,2 %     |
| Solde migratoire                          | - 2,5 %     | - 0,9 %     | - 0,5 %     | + 0,9 %     | + 0,8 %     | + 1,5 %     |

La forte chute de la population de Beaumont-Village — la commune a perdu plus de la moitié de ses habitants en un siècle, entre 1891 et 1990 — n'a été enrayée qu'en 1999, date à laquelle le nombre d'habitants repart à la hausse. Entre 1968 et 1990, la baisse de population est due aux effets conjugués d'un solde naturel et d'un solde migratoire (exode rural) négatifs. Si le solde migratoire devient positif dès le début des années 1990, cela ne se fait ressentir sur la démographie générale qu'avec un décalage dû au mauvais solde naturel,.

#### Pyramide des âges
La population de la commune est relativement âgée.
En 2018, le taux de personnes d'un âge inférieur à 30 ans s'élève à 28,8 %, soit en dessous de la moyenne départementale (34,9 %). À l'inverse, le taux de personnes d'âge supérieur à 60 ans est de 36,5 % la même année, alors qu'il est de 27,8 % au niveau départemental.
En 2018, la commune comptait 127 hommes pour 120 femmes, soit un taux de 51,42 % d'hommes, largement supérieur au taux départemental (48,09 %).
Les pyramides des âges de la commune et du département s'établissent comme suit.
| Hommes | Classe d’âge | Femmes |
| ------ | ------------ | ------ |
| 0,8    | 90 ou +      | 1,7    |
| 9,4    | 75-89 ans    | 15,8   |
| 24,4   | 60-74 ans    | 20,8   |
| 22,0   | 45-59 ans    | 20,8   |
| 13,4   | 30-44 ans    | 13,3   |
| 12,6   | 15-29 ans    | 17,5   |
| 17,3   | 0-14 ans     | 10,0   |

| Hommes | Classe d’âge | Femmes |
| ------ | ------------ | ------ |
| 0,9    | 90 ou +      | 2,2    |
| 7,9    | 75-89 ans    | 10,2   |
| 17,3   | 60-74 ans    | 18,1   |
| 19,8   | 45-59 ans    | 19,1   |
| 17,9   | 30-44 ans    | 17,2   |
| 18,5   | 15-29 ans    | 17,5   |
| 17,6   | 0-14 ans     | 15,6   |

### Enseignement
Les communes de Beaumont-Village, Chemillé-sur-Indrois, Loché-sur-Indrois, Montrésor, Villeloin-Coulangé et Villedômain ont mutualisé leurs ressources pour assurer la scolarisation de leurs enfants dans le cycle d'enseignement primaire, au sein d'un regroupement pédagogique intercommunal (RPI). Les élèves de Beaumont-Village, qui ne dispose pas de classe sur son territoire, sont scolarisés à Villeloin-Coulangé pour les élèves de maternelle et à Loché-sur-Indrois ou Montrésor pour les élèves du cours élémentaire.
Le collège de Montrésor accueille les élèves de l'enseignement secondaire mais les lycées les plus proches se trouvent à Loches, avec deux lycées d'enseignement général, l'un public et l'autre privé, et un lycée public d'enseignement professionnel.
Le transport des écoliers au sein du RPI ainsi que celui des lycéens entre Montrésor et Loches est assuré par un service de cars scolaires (syndicat intercommunal de transport scolaire du Lochois).

### Vie culturelle, sportive et associative
Cinq associations sont actives en 2016 à Beaumont-Village, dans les domaines des sports et du patrimoine historique ou culturel.
Depuis sa création en 2013, l'Enduro Club des Pyramides a son siège social dans la commune. L'association organise depuis 2014 un enduro moto avec pour point de départ, d'arrivée et de zone de ravitaillement la base de loisirs de Chemillé-sur-Indrois mais dont le parcours emprunte une partie des chemins de la commune. En 2016, l'épreuve figure au calendrier du championnat de France d'Enduro; niveau de compétition qui n'était pas venu en région Centre-Val de Loire depuis 1973. En 2018, l'association est qualifiée d'un des meilleurs clubs organisateurs que compte l’enduro français grâce à son épreuve de 2018.
Divers équipements, comme une salle omnisports, un terrain multijeux  ou une salle des fêtes sont à la disposition des habitants.

### Santé et services d'urgence
Aucun médecin généraliste n'est installé à Beaumont-Village ; le praticien le plus proche se trouve à Montrésor, qui offre également les services d'une pharmacie d'officine.
Les hôpitaux les plus proches sont les centres hospitaliers de Loches (Indre-et-Loire) ou Saint-Aignan-sur-Cher (Loir-et-Cher),.
Un centre de secours des sapeurs-pompiers de Touraine est également implanté à Montrésor.

### Culte
Le territoire de la commune dépend de la paroisse de Montrésor au sein du doyenné de Loches, lui-même partie de l'archidiocèse de Tours, au même titre que cinq autres doyennés mais, en 2016, les offices religieux ne sont plus célébrés dans l'église Saint-Sylvain de Beaumont-Village.

## Économie
Beaumont-Village est classée en zone de revitalisation rurale par arrêté du 16 mars 2017.

### Revenus et fiscalité
En 2015, le revenu fiscal médian par ménage est de 36 746 €, alors que la moyenne départementale s'établit à 32 011 € et que celle de la France métropolitaine est de 32 409 €. En 2010, la commune ne compte aucun foyer assujetti à l'impôt de solidarité sur la fortune (ISF).

### Emploi
Les deux tableaux ci-dessous présentent les chiffres-clés de l'emploi à Beaumont-Village et leur évolution de 2007 à 2012, :
|                               | Beaumont-Village 2007 | Beaumont-Village 2012 | Évolution |
| ----------------------------- | --------------------- | --------------------- | --------- |
| Population de 15 à 64 ans     | 155                   | 171                   | + 10,3 %  |
| Actifs (en %)                 | 72,4                  | 76,0                  | + 5,0 %   |
| dont :                        |                       |                       |           |
| Actifs ayant un emploi (en %) | 68,6                  | 68,0                  | - 0,9 %   |
| Chômeurs (en %)               | 3,8                   | 8,0                   | + 110,5 % |

|                                      | Beaumont-Village 2007 | Beaumont-Village 2012 | Évolution |
| ------------------------------------ | --------------------- | --------------------- | --------- |
| Nombre d'emplois dans la zone        | 67                    | 82                    | + 22,4 %  |
| Indicateur de concentration d'emploi | 63,3                  | 70,2                  | + 10,4 %  |

Entre 2007 et 2012, si la population active de Beaumont-Village a fortement augmenté, mais son taux d'emploi s'est réduit. Le taux de chômage, au sens de l'Insee, a plus que doublé sur la même période. Le nombre d'emplois proposé dans la zone est en forte augmentation, entraînant une hausse de l'indicateur de concentration d'emploi ; en 2012, le territoire communal propose sept emplois pour dix actifs. En 2012, près de 36 % des actifs de Beaumont-Village travaillent sur place, valeur en légère augmentation sur six ans ; le pourcentage d'actifs travaillant hors de la région (France métropolitaine, outremer ou étranger) est en augmentation mais ne concerne en 2012 que 5 personnes.

### Tissu économique
Le tableau ci-dessous détaille le nombre d'entreprises implantées en 2013 à Beaumont-Village selon leur secteur d'activité et le nombre de leurs salariés :
|                                                              | Total | %    | 0 salarié | 1 à 9 salariés | 10 à 19 salariés | 20 à 49 salariés | 50 salariés ou plus |
| ------------------------------------------------------------ | ----- | ---- | --------- | -------------- | ---------------- | ---------------- | ------------------- |
| Ensemble                                                     | 29    | 100  | 18        | 10             | 1                | 0                | 0                   |
| Agriculture, sylviculture et pêche                           | 8     | 27,6 | 5         | 3              | 0                | 0                | 0                   |
| Industrie                                                    | 1     | 3,4  | 0         | 0              | 1                | 0                | 0                   |
| Construction                                                 | 4     | 13,8 | 2         | 2              | 0                | 0                | 0                   |
| Commerce, transports, services divers                        | 13    | 44,8 | 9         | 4              | 0                | 0                | 0                   |
| dont commerce et réparation automobile                       | 2     | 6,9  | 1         | 1              | 0                | 0                | 0                   |
| Administration publique, enseignement, santé, action sociale | 3     | 10,3 | 2         | 1              | 0                | 0                | 0                   |
| Champ : ensemble des activités.                              |       |      |           |                |                  |                  |                     |

À ce tableau s'ajoute une entreprise de réparation automobile créée en 2014.
Plus de la moitié des entreprises (62 %) installées sur le territoire n'emploient aucune main-d'œuvre et sur les onze qui disposent de salariés, dix ont un effectif inférieur à dix employés.

#### Agriculture
Le tableau ci-dessous présente les principales caractéristiques des exploitations agricoles de Beaumont-Village, observées sur une période de 22 ans :
|                                            | 1988  | 2000  | 2010  |
| ------------------------------------------ | ----- | ----- | ----- |
| Nombre d’exploitations                     | 26    | 15    | 10    |
| Équivalent Unité de travail annuel         | 34    | 15    | 13    |
| Surface Agricole Utile (SAU) (ha)          | 1 472 | 1 284 | 1 245 |
| Cheptel (nombre de têtes)                  | 475   | 343   | 251   |
| Terres labourables (ha)                    | 1 333 | 1 262 | 1 233 |
| Superficie moyenne d’une exploitation (ha) | 56,6  | 85,6  | 124,5 |

Le nombre d'exploitations agricoles diminué de plus de moitié entre 1988 et 2010 avec pour corollaire une superficie moyenne par exploitation plus que doublée,. Les exploitations, à dominantes polyculture-élevage au début de la période de référence se spécialisent dans la culture de céréales, de protéagineux et d'oléagineux, activités ne demandant qu'un recours limité à la main d'œuvre.
Est rattachée à ce secteur d'activité la scierie de Beaumont-Village, qui exploite les bois de feuillus et de conifères en forêt de Loches ; cette scierie avait été fondée en 1921 par un agriculteur qui souhait ainsi maintenir l'emploi de ses salariés pendant l'hiver.

#### Industrie, commerces et services
En 2013, une entreprise de terrassement et de travaux préparatoires à la construction immobilière est, en 2013, le plus important employeur de la commune avec 12 des 47 salariés recensés sur le territoire de Beaumont-Village.
La relative proximité de Saint-Aignan-sur-Cher, au nord-est, et de Loches, au sud-ouest, est un réel obstacle au maintien d'un réseau de commerces et services de proximité à Beaumont-Village, d'autant plus que ces deux villes sont déjà des pôles d'attraction en matière d'emploi. Pour autant, trois assistantes maternelles proposent leurs services sur la commune ainsi qu'un restaurant, une entreprise spécialisée dans le commerce de mobiliers en matériaux naturels exotiques, un garage automobile et un atelier de mécanique agricole.

#### Tourisme
Il n'y a en 2016 ni hôtel ni camping à Beaumont-Village. Par contre, des possibilités d'hébergement en gîte rural existent.

## Culture locale et patrimoine

### Lieux et monuments
En 2016, la commune ne compte pas de monument mais un objet (sculpture en bois polychrome) répertorié à l'inventaire des monuments historiques, et un lieu (four à chaux), répertorié à l'inventaire général du patrimoine culturel,.

#### La chapelle Notre-Dame-du-Chêne

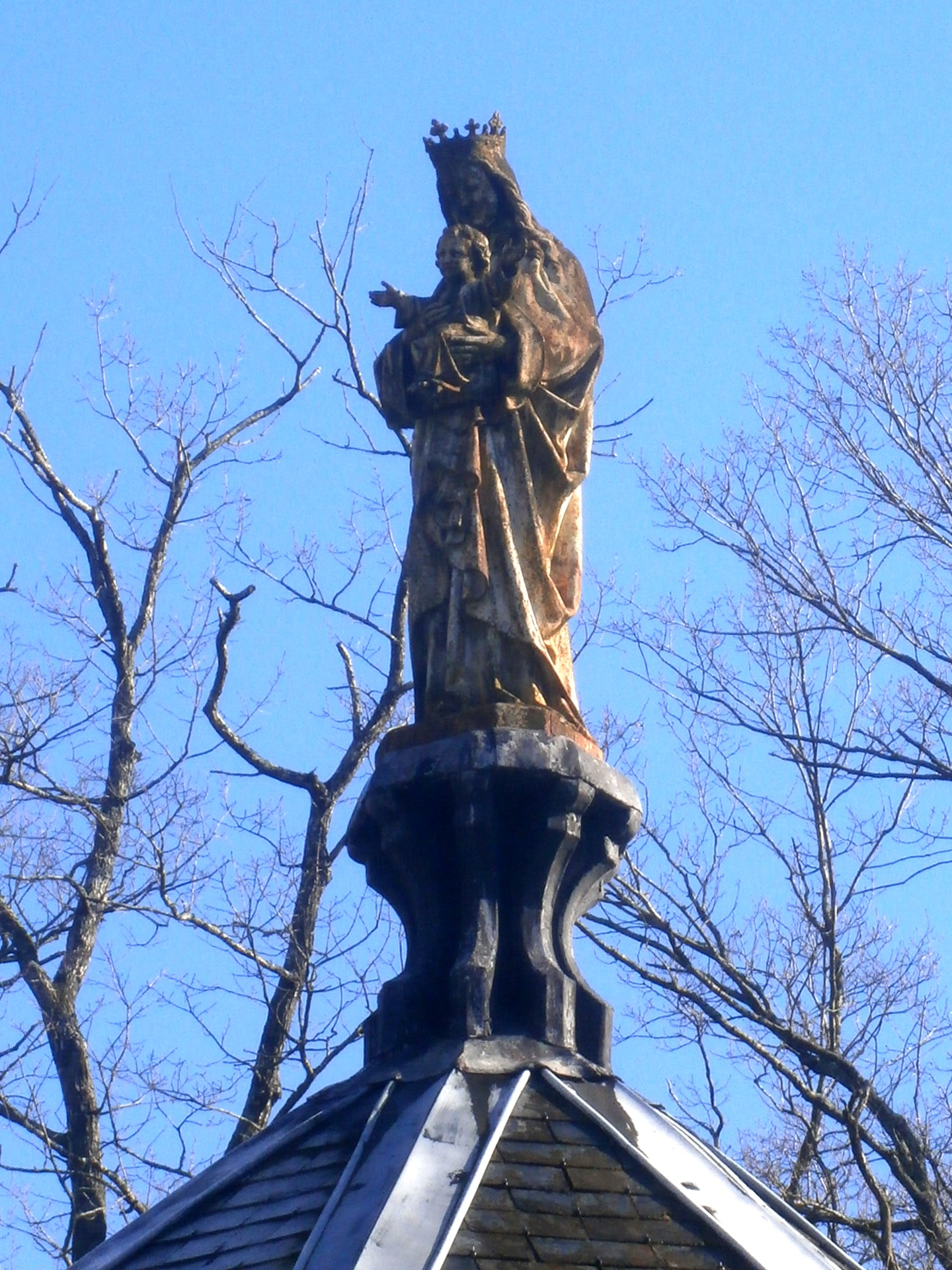
La statue de Notre-Dame-du-Chêne.

La construction de la chapelle trouve son fondement dans une tradition locale : une statue de la Vierge, en bois, est découverte dans le tronc creux d'un chêne du bois de Beaumont abattu par la foudre. La statue est transportée dans l'église de Montrésor mais, le lendemain, elle a repris sa place au pied de l'arbre et le phénomène se renouvelle une seconde fois. Il est donc décidé en 1739 de construire, dans le bois et avec l'autorisation du châtelain de Montrésor, son propriétaire, une niche en pierre pour abriter la statue. Un pèlerinage annuel le jour de l'Assomption se met en place, de plus en plus renommé, si bien qu'en 1769 la construction d'une chapelle est décidée ; son plan n'est pas connu avec précision.
Faute d'entretien, elle tombe en ruine. Une lettre de 1809 , relatant l'état de délabrement de la chapelle, indique qu'elle abrite des fresques naïves, à demi effacées, représentant des processions de pèlerins infirmes arrivant à la chapelle pour en repartir guéris. Une nouvelle chapelle, sur le plan d'une croix grecque, est érigée en 1897 devant l'ancienne qui est abattue ; la statue d'origine a disparu, remplacée par une statue en pierre installée au sommet du toit de la nouvelle chapelle. Le pèlerinage a toujours lieu au XXIe siècle et se déroule le deuxième dimanche de septembre.
Sans que cela puisse être attesté, un rapprochement entre le chêne de Notre-Dame et un chêne mentionné comme repère topographique dans une charte de l'abbaye de Villeloin du XIIIe siècle peut être fait : peut-être la survivance sous une forme différente d'une tradition ancestrale.

#### Les églises

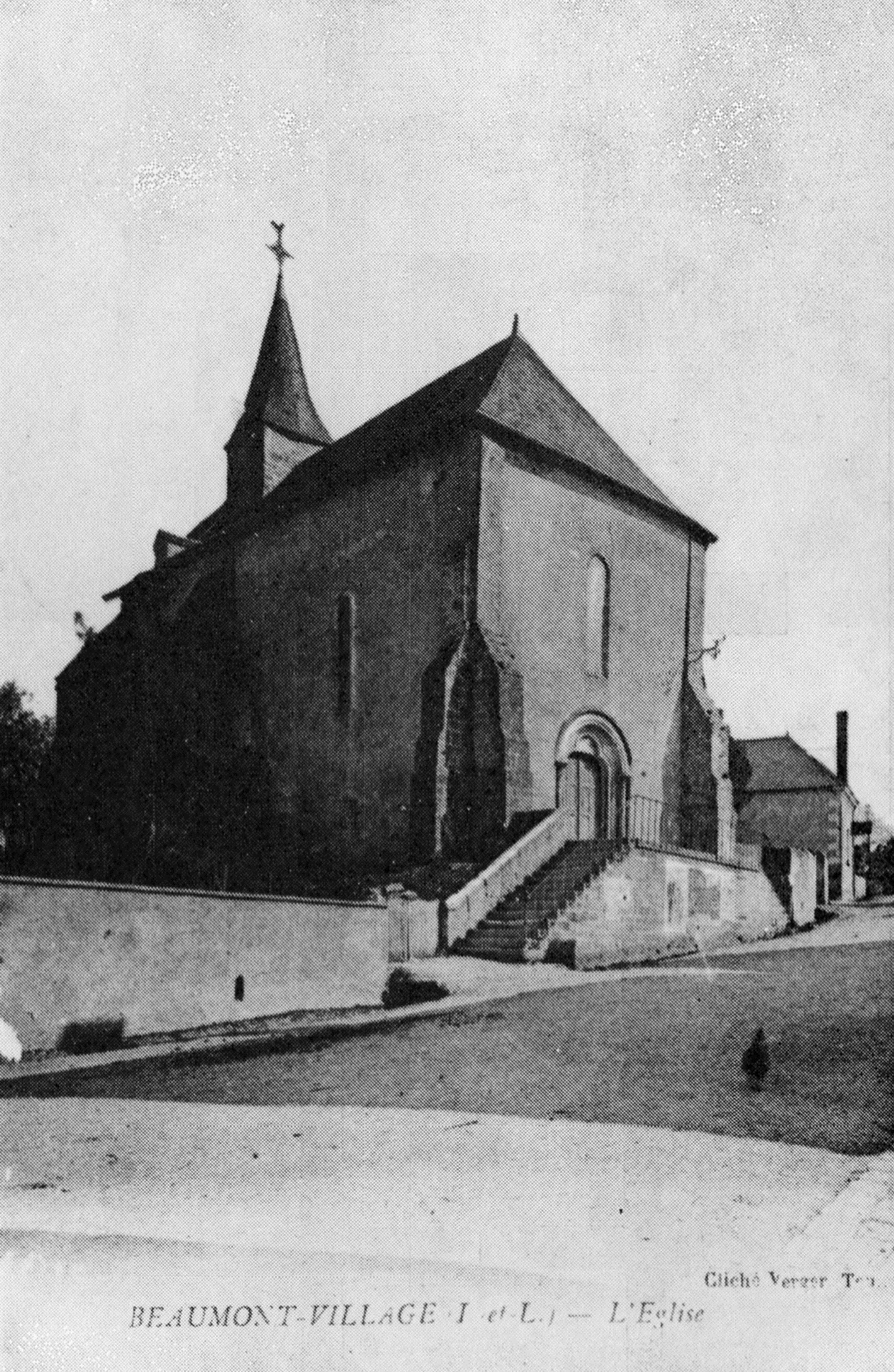
La vieille église (carte postale ancienne).

Dans le bourg, Une église dédiée à saint Sylvain est construite au XIIe siècle. Faute d'entretien et ses murs lézardés — situation dénoncée dès 1754 —, elle est dans un premier temps étayée dans l'attente de réparations. Les dégâts s'aggravant et des pierres commençant à se détacher de l'édifice, elle est désaffectée en 1948 et démolie l'année suivante.
Un baraquement fait office de lieu de culte provisoire jusqu'à ce que la décision soit prise de construire, presque au même emplacement, une église moderne. À l'instigation du curé Fernand Amand, sa construction commence en 1959, elle est ouverte au culte en 1961. Pourvue d'un autel en labradorite bleue, elle comporte une vierge contemporaine de Ricwal (Paule Richon et Jacques Walter), Notre-Dame-de-la-Route, réalisée en 1960 ainsi que des fresques murales exécutées par Jacqueline Mesnet à partir de 1992.

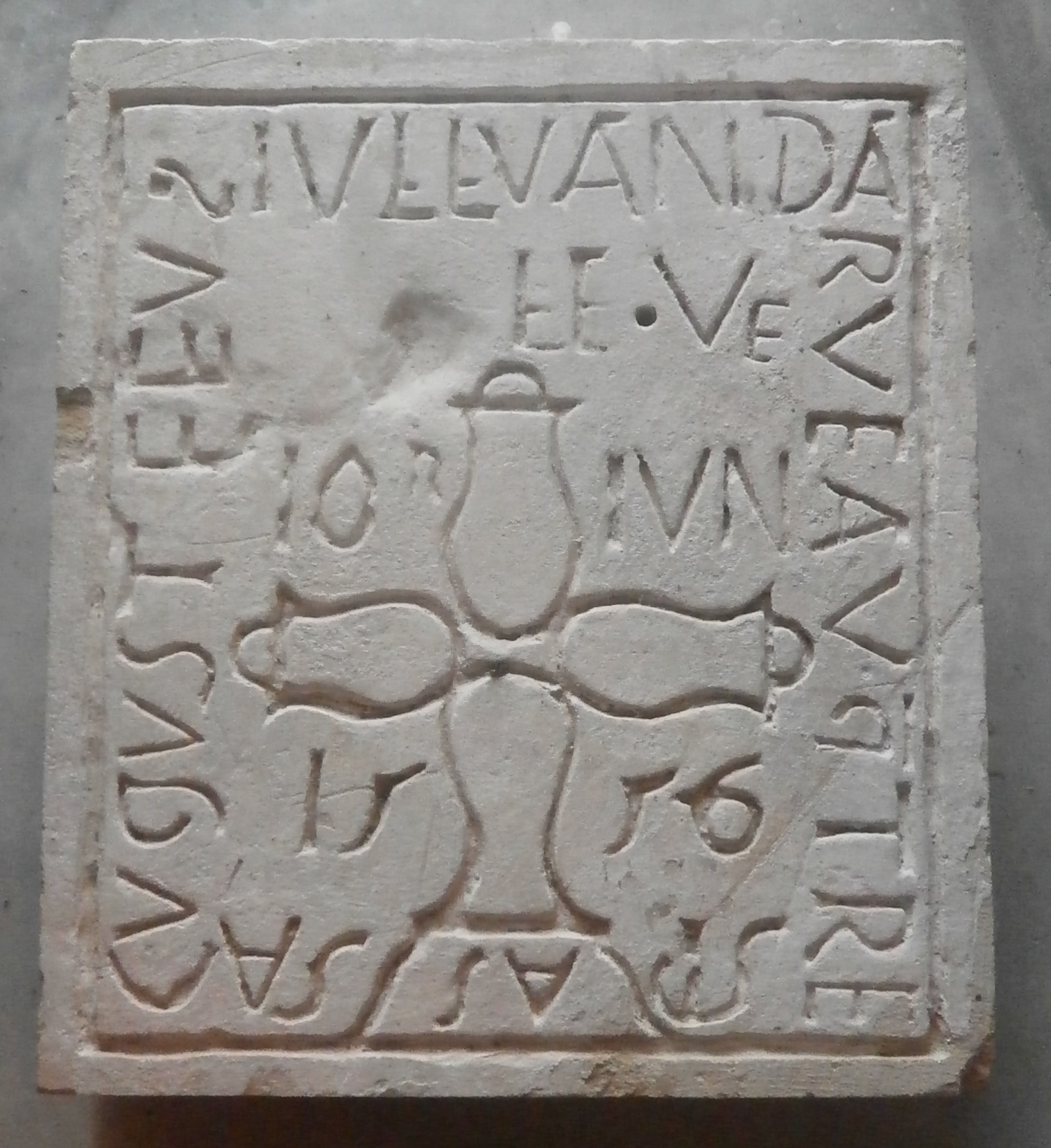
Dalle funéraire du XVIe siècle.

Des peintures murales des XIIIe et XIVe siècles sont découvertes à l'occasion de la démolition de l'ancienne église. Elles décoraient trois registres de son chevet plat. Certaines d'entre elles représentent des épisodes de la vie de sainte Rodène, disciple de saint Sylvain et saint Sylvestre ; une autre met en scène saint Martin ; au moins deux d'entre elles (Saint Sylvestre et Le Lépreux) sont retouchées au XVe siècle à la demande d'Antoine de Villequier, seigneur de Montrésor, et son blason est dessiné entre les mains de certains des personnages. À dominante ocre rouge et jaune, elles avaient été masquées par des peintures plus récentes puis recouvertes de couches successives de badigeon. Sauvées grâce à l'intervention du conservateur du Musée des monuments français installé au Palais de Chaillot, transportées à Paris puis à Tours pour y être restaurées, elles intègrent le nouvel édifice à la fin du XXe siècle après avoir été restaurées. Ces peintures (L'Ange excepté) sont protégées comme objets classés au titre des monuments historiques depuis le 18 janvier 1952.
De l'ancienne église a également été récupérée une dalle funéraire portant l'inscription : « CI-GIST FEU JULIEN DARVEAU QUI TREPASSA LE 5E JOUR DE JUIN 1556 ».

Les fresques anciennes de l'église.
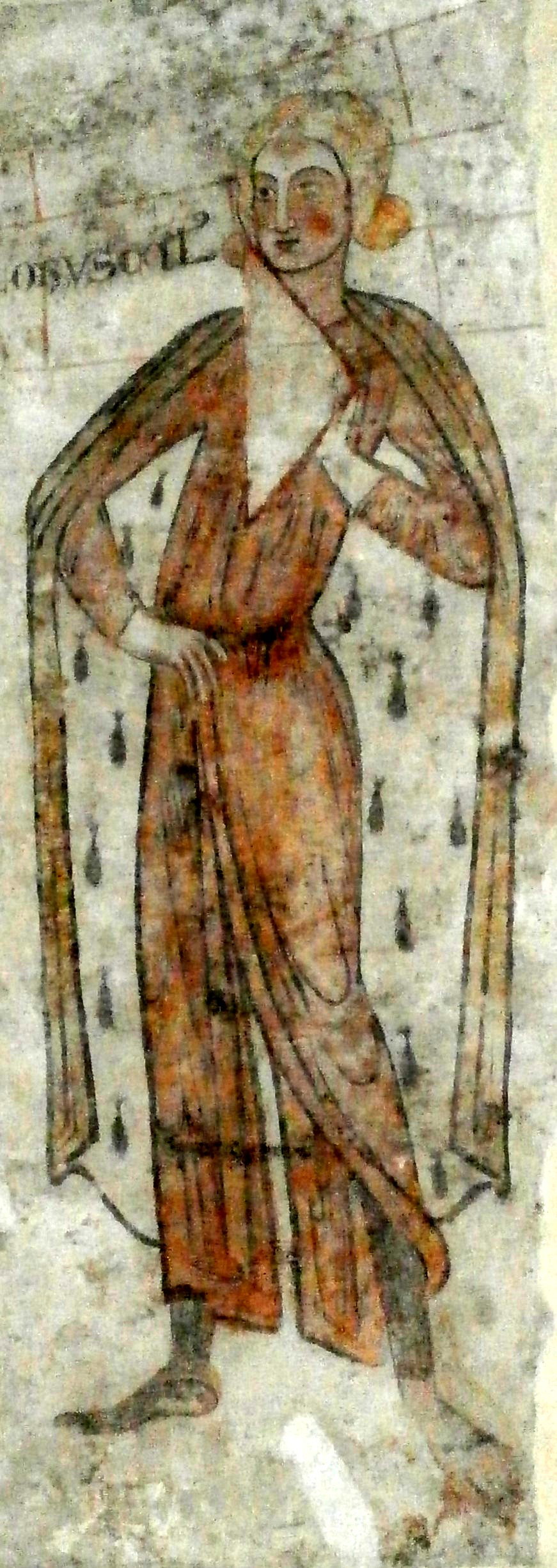
Corusculus.
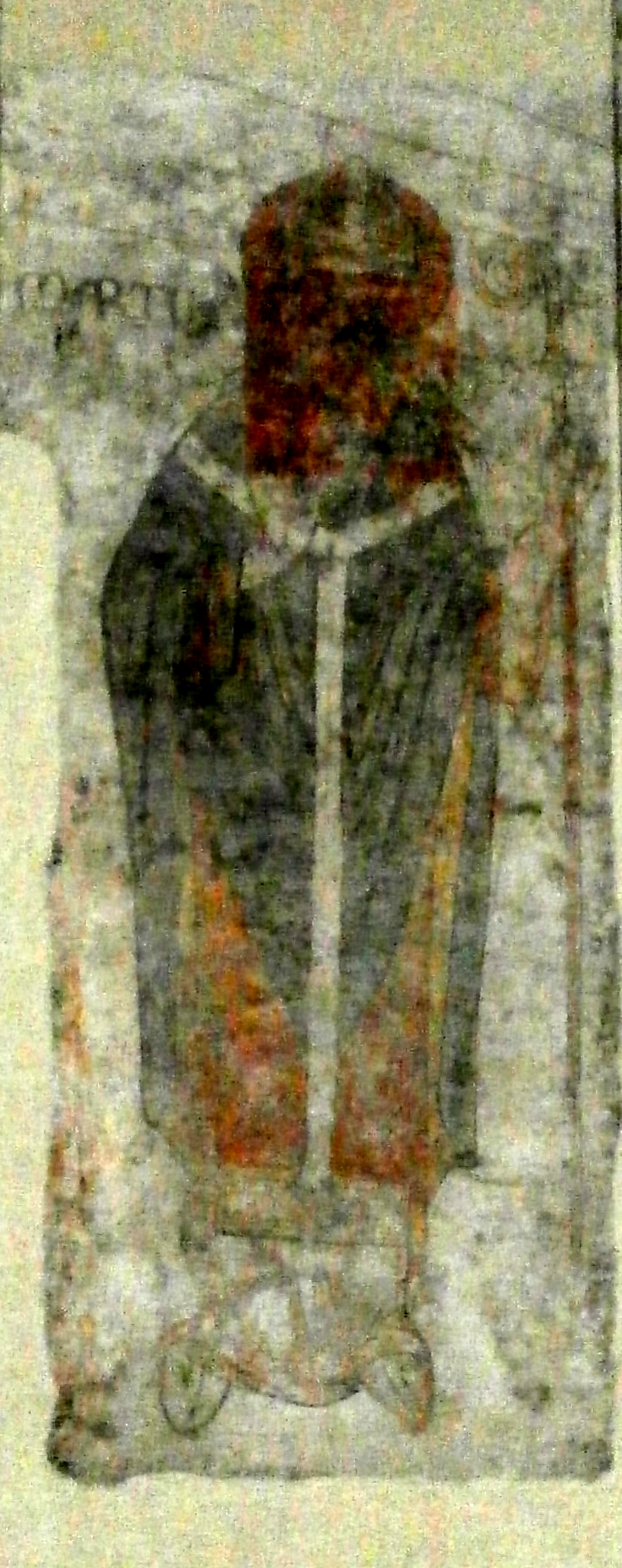
Saint Martin.
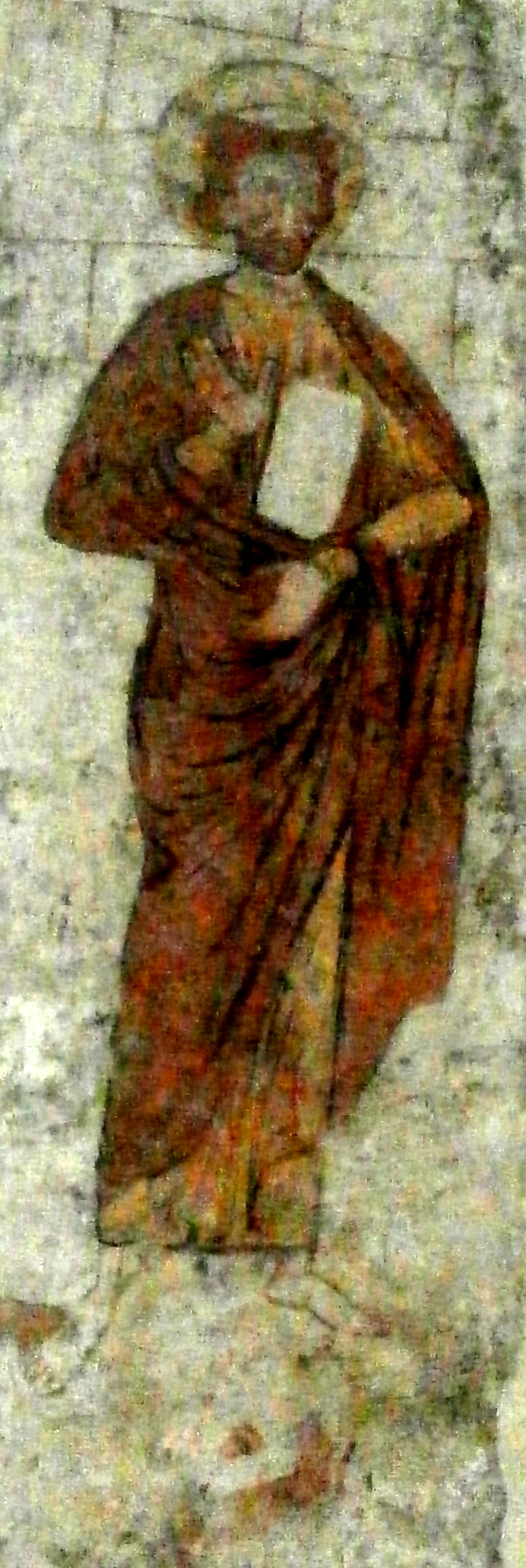
Saint Sylvain.
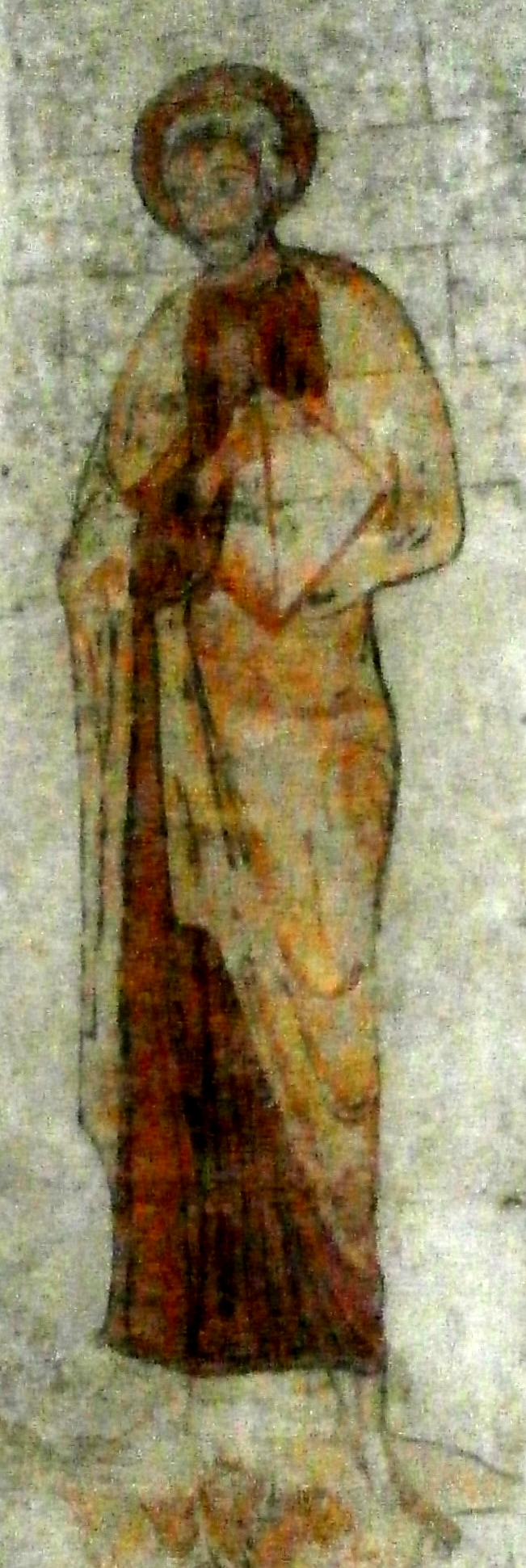
Saint Sylvestre.
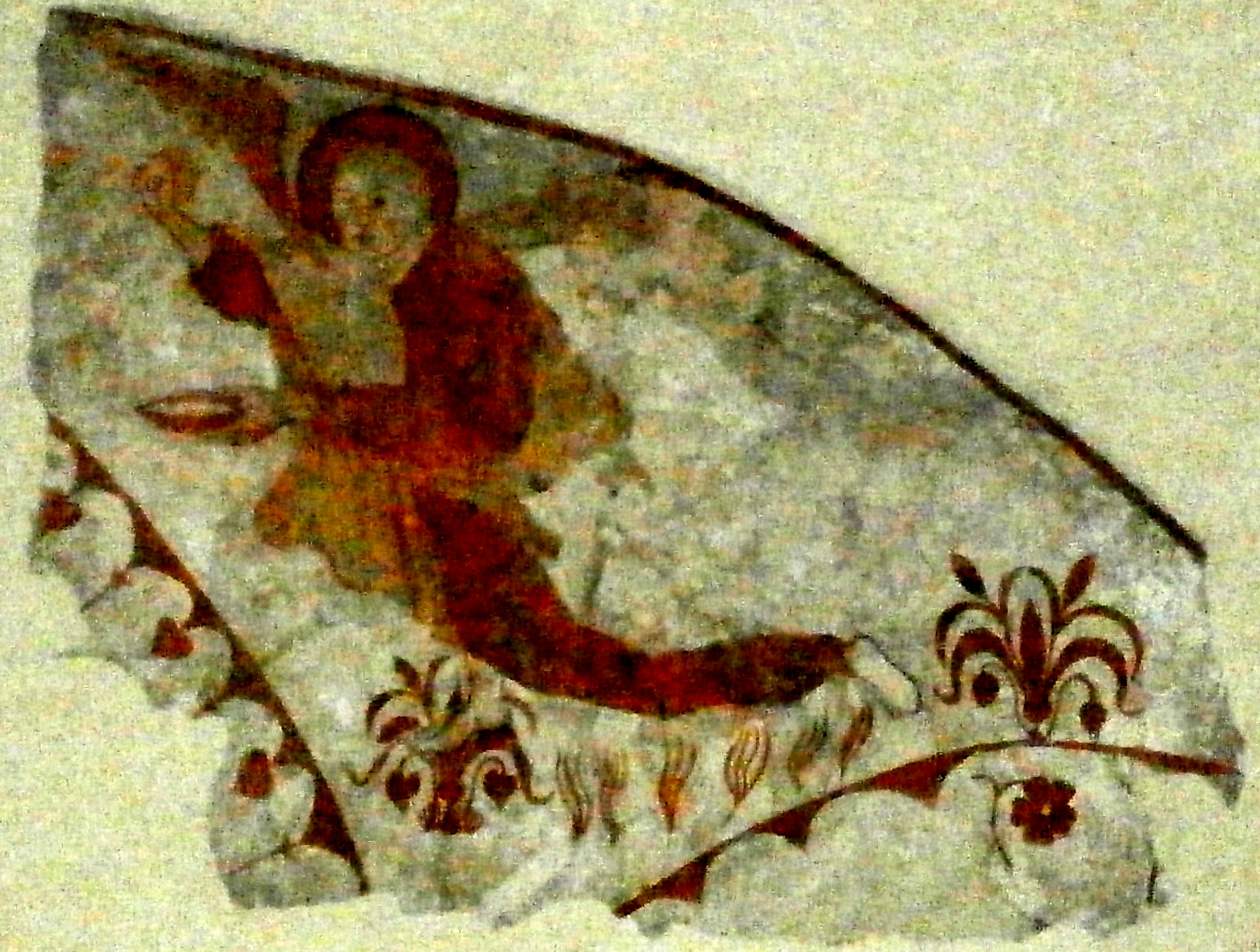
L'Ange.
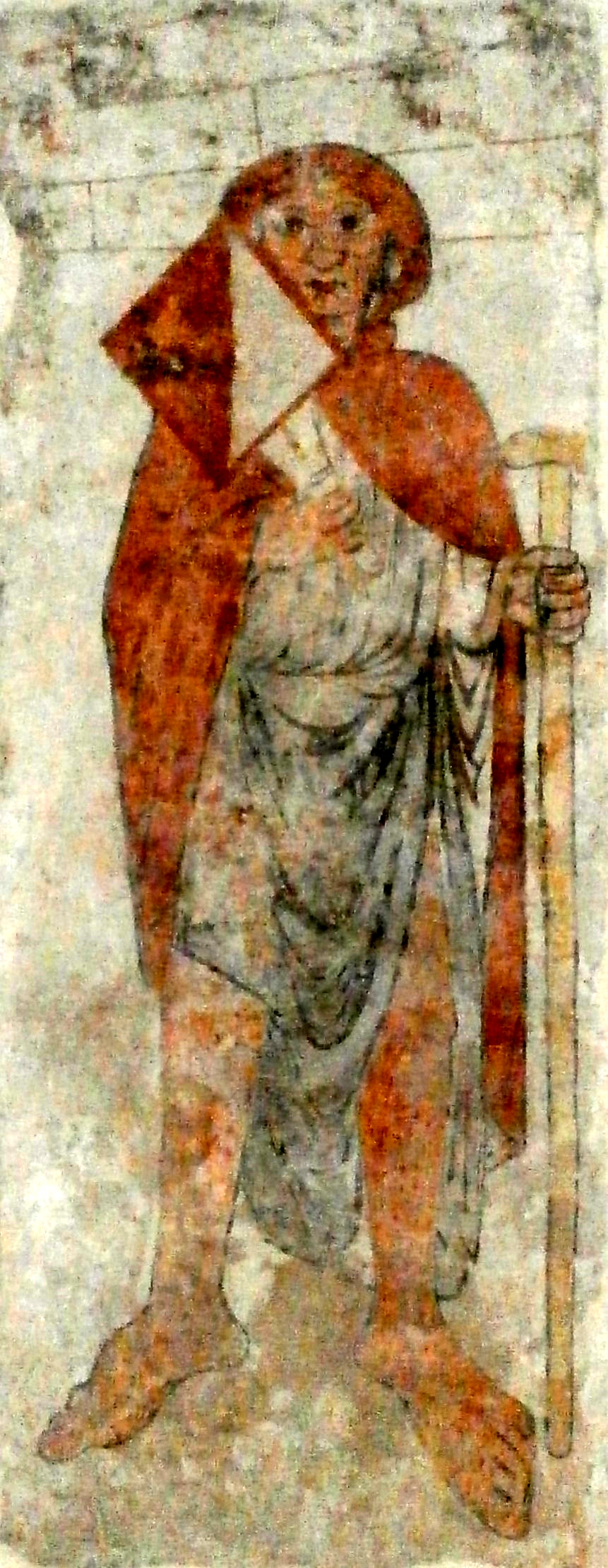
Le Lépreux.

L'église renferme une représentation du Christ en croix du XVIIe siècle, en bois et peinture polychrome ; cette statue est protégée au titre des monuments historiques comme objet classé et répertorié dans la base Palissy. L'ordonnance royale de 1776 interdit les sépultures dans les lieux de culte, ce que confirme le code de droit canonique édité en 1918. Par une dérogation difficilement obtenue, l'abbé Amand, mort en juillet 1979, est inhumé en décembre de la même année dans l'église qu'il a contribué à construire.

#### Les moulins

Les anciens moulins de Beaumont-Village.

Au XVIIIe siècle, trois moulins étaient établis dans la paroisse de Beaumont sur le cours de l'Olivet. Tous trois étaient alors des moulins banaux dépendant de la châtellenie de Montrésor.
En amont, près d'Orbigny, le moulin des Barres est utilisé comme moulin à farine jusqu'aux années 1880. Le châtelain de Montrésor le cède alors et il est transformé en scierie mue par la roue du moulin. Une machine à vapeur le remplace ensuite et il est entièrement détruit.
Le moulin de Saint-Martin, ou moulin de l'Isle, moulin de l'Île Saint-Martin ou encore moulin de Beaumont se situait en aval immédiat du bourg ; il apparaît dans un texte de 1156. Il est vendu par les propriétaires du château de Montrésor en 1931 ; ses bâtiments ont été restaurés mais son mécanisme a été démonté.
Le moulin de Bréviande, à quelques centaines de mètres du confluent de l'Olivet et de l'Indrois, a servi comme moulin à farine mais également comme moulin à foulon. C'est vers 1830 que les châtelains de Montrésor s'en dessaisissent ; dans les années 1920, il est brièvement transformé en laiterie avant de reprendre son activité première, la meunerie, de manière clandestine pendant la Seconde Guerre mondiale.

#### Autres lieux et monuments

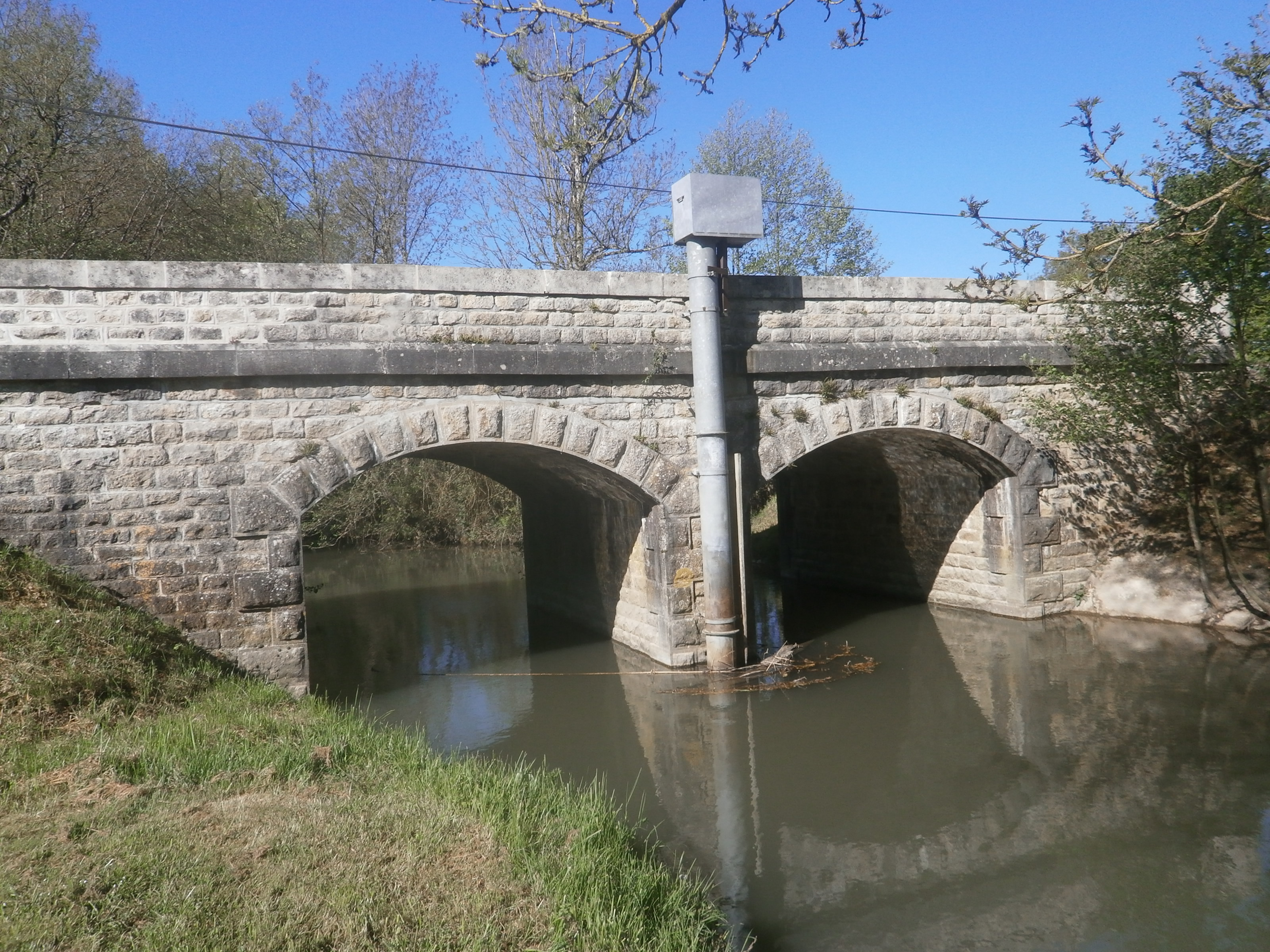
Le pont Saint-Martin.

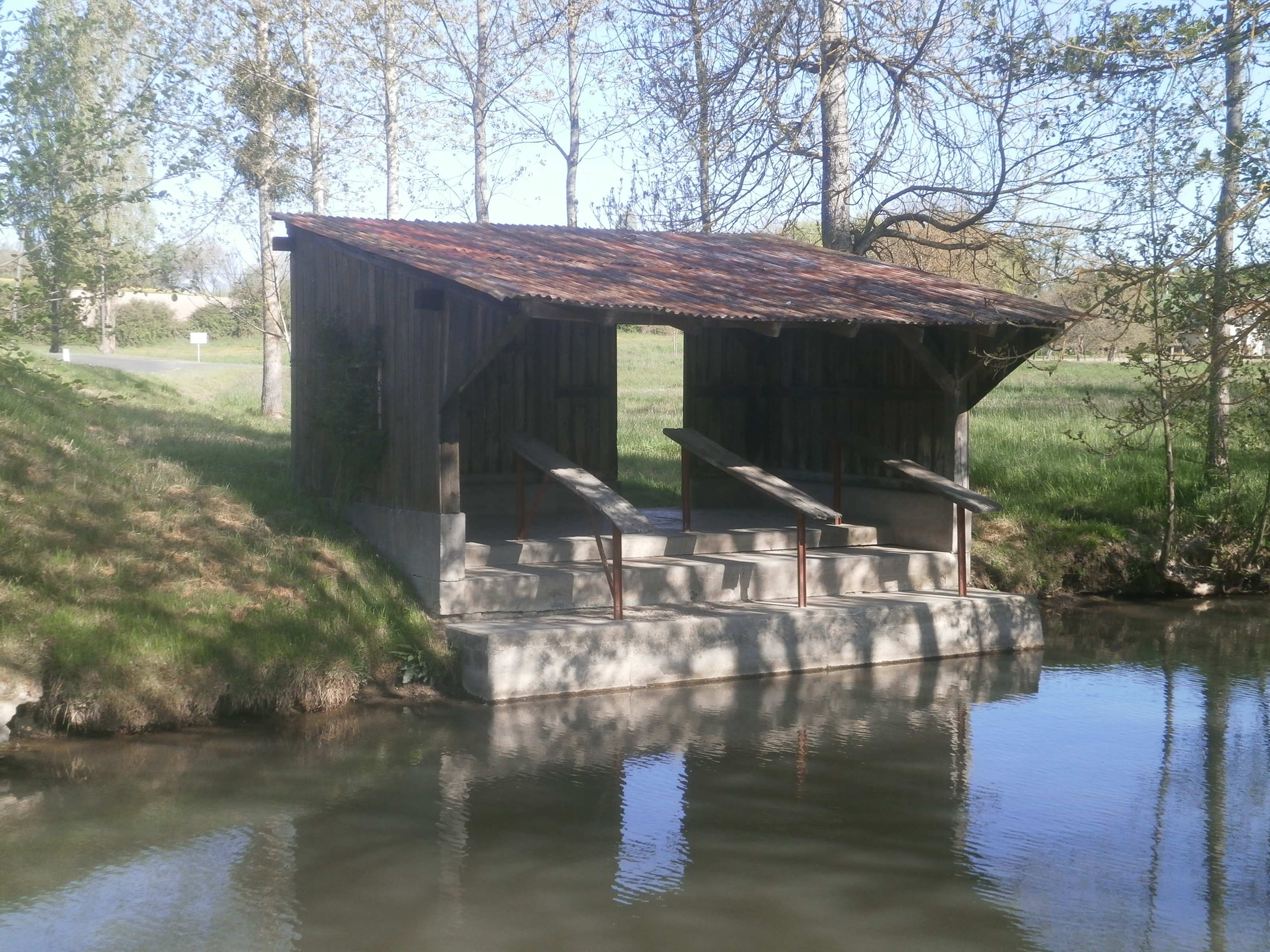
Le lavoir.

L'existence d'un ancien château, à Beaumont-Village, rapportée par la tradition orale, semble relever de la légende. Aucune mention écrite de ce château n'existe et les quelques pierres qui pourraient lui être attribuées semblent être les vestiges d'un ancien cimetière, à l'écart du bourg, et destiné aux sépultures des personnes mortes après des épidémies ou des périodes de famine.
Sur l'Indrois, le pont Saint-Martin, près du moulin éponyme, est construit à la fin du XIXe siècle à l'emplacement d'une passerelle en planches ayant elle-même remplacé un gué ; ce pont massif, doté de deux arches d'une ouverture de près de 3 m, est conçu pour résister aux crues violentes et soudaines de l'Olivet, même si la rivière se réduit parfois à un simple filet d'eau. En aval immédiat du pont, sur la rive droite de l'Olivet, le lavoir communal de Beaumont-Village, construit en bois, est désaffecté mais il a été restauré et a conservé ses équipements, dont ses deux planches à laver.
Comme la plupart des communes du Lochois, Beaumont-Village a abrité sur son territoire des fours à chaux. Ils permettaient de confectionner la chaux agricole servant à amender les terres et la chaux hydraulique utilisée pour la fabrication du mortier. L'un de ces fours, cité en 1645, a disparu. Le second a brièvement fonctionné de 1911 à 1930.

### Patrimoine gastronomique
La commune de Beaumont-Village se trouve dans l'aire géographique et dans la zone de production du lait, de fabrication et d'affinage des fromages Sainte-Maure de Touraine  et Valençay ces deux produits bénéficiant d'une appellation d'origine protégée (AOP) au niveau européen et d'une appellation d'origine contrôlée (AOC) au niveau national. Onze types de vins tranquilles ou effervescents (crémants) bénéficient des mêmes appellations.
Rillettes de Tours, bœuf du Maine, volailles du Berry et vingt-deux types de vins tranquilles bénéficient d'une indication géographique protégée (IGP) s'ils sont produits sur le territoire de Beaumont-Village.

### Héraldique
| Blason de Beaumont-Village | Les armes de Beaumont-Village se blasonnent ainsi : D'or à la bande d'azur chargée de trois roues de moulin du champ posées à plomb. L'écu d'or évoque les cultures céréalières et la bande d'azur rappelle le ruisseau d'Olivet sur le cours duquel les trois moulins de Beaumont sont représentés par les trois roues de moulin. Concernant les ornements extérieurs, les deux branches de chêne de sinople symbolisent le bois de Beaumont et la couronne murale devrait être celle de l'armoirie des communes. Beaumont-Village a pour devise : « Beaumont suis, de mon passé me souviens ». |

### Rappels
1. ↑  D’après l’article L. 211-1 du Code de l’environnement, « on entend par zone humide les terrains, exploités ou non, habituellement inondés ou gorgés d’eau douce, salée ou saumâtre de façon permanente ou temporaire ; la végétation, quand elle existe, y est dominée par des plantes hygrophiles pendant au moins une partie de l’année ».
2. ↑  La notion d'aire d'attraction des villes a remplacé en octobre 2020 l'ancienne notion d'aire urbaine, pour permettre des comparaisons cohérentes avec les autres pays de l'Union européenne.
3. ↑  Population municipale de référence en vigueur au 1er janvier 2025, millésimée 2022, définie dans les limites territoriales en vigueur au 1er janvier 2024, date de référence statistique : 1er janvier 2022.